# 新幹線E5系・H5系電車
新幹線E5系・H5系電車（しんかんせんE5けい・H5けいでんしゃ）は、東日本旅客鉄道（JR東日本）・北海道旅客鉄道（JR北海道）の新幹線車両（新幹線電車）。JR東日本所有車がE5系、JR北海道所有車がH5系となっているが、両者において仕様に大きな差異はないことから、本項では一括して解説を行う。

## 概要
E5系は東北新幹線に於いて最高速度320km/h運転を行うために開発され、2011年3月5日から営業運転を開始した車両である。E5系の登場により、新たに最速達種別の「はやぶさ」が設定された。E2系の実質的な後継車両に位置づけられており、現在の東北新幹線の主力車両である。
運用開始時の2011年には最高速度300km/hでの運用であり、2013年からは国内の新幹線において最速となる320km/hに最高速度を引き上げた。また、グリーン車以上の設備をもつグランクラスが初めて設定された車両でもある。グランクラスは2011年にグッドデザイン賞を受賞した。
登場当初のキャッチコピーは「MADE IN DREAM.」「21世紀の夢の超特急をカタチにしたら、こうなりました。」。1編成（10両）あたりの製造コストは約45億円。2012年に鉄道友の会ブルーリボン賞を受賞している。
JR北海道は、2016年3月26日に一部開業する北海道新幹線向けの車両としてE5系をベースにした、H5系を導入した。ただし、車体中央の帯色、側面のマーク、内装がE5系と異なる。初めて系列名にHが付与されているのはJR東日本所有の車両と区別をつける為である。

### 開発の経緯
JR東日本が2000年に策定した中期経営構想「ニューフロンティア21」における「世界一の鉄道システムの構築」において、東北新幹線を最高速度360km/hで運転させることが含まれており、それに基づき2002年に社内で発足させた「新幹線高速化推進プロジェクト」において、新幹線高速試験電車「FASTECH 360」（E954形・E955形電車）を開発し、2005年から地上設備も含めた各種試験を行っていた。
その結果、環境対策やコスト対効果を考慮すると最高速度320km/hが妥当と見直され、この最高速度に対応した車両としてE5系が開発製造された。

## 構造

### 車体
車体は、アルミニウム合金による中空トラス断面のダブルスキン構造を採用した。トンネル微気圧波を低減するため、車体高をE954形 (FASTECH 360 S) と同じく3,650mmとし、車体幅は3,350mmとした。車体傾斜を考慮して、車体側面を内傾させている。
先頭車の先頭形状は、E954形8号車の「アローライン」を基にした「ダブルカスプ」形とし、トンネル微気圧波の低減を図っている。また、ノーズの長さをE954形の16mから、約15mに短縮している。先端部分には連結器を収納した開閉式の連結器カバーがあり、その下部にスノープラウが装備されている。
新函館北斗方の先頭車である10号車は、他形式と併結運転を行うために電気連結器付き密着連結器と自動開閉カバーが装備されている。キャノピー状となった運転台の上部に前照灯（4連）と尾灯を備えており、前面にワイパーが2本装備されているが、その内の1本は非常用であり通常は使用されない。運転台後部から乗務員扉の間には機器室を設置したため、その間は長い通路となっている。
量産先行車であるU1編成ではN700系と同じように、両先頭車（1号車と10号車）の運転台側の乗務員扉が内開きのプラグドア、客用扉が内プラグドアとなっており、他の車両は客用扉は通常の引き戸となっていたが、量産車であるU2編成以降では客用扉の内プラグドアは廃止され、通常の引き戸となっている。
車両側面にはフルカラーLED式行先表示器が設置されている。E3系2000番台に準じており、列車種別・座席種別のほか、途中の停車駅なども表示できる。
車体の色は、未来を感じさせる先進的イメージとスピード感を表現するため、E954形「FASTECH 360 S」を基にし、上部を「常盤グリーン」■、下部を「飛雲ホワイト」■とし、その境目となる中央に「はやてピンク」■の帯としている。先頭車両（1・10号車）には、ハヤブサをモチーフにしたロゴマークが描かれている。
H5系も基本的にE5系を踏襲しているが、帯がライラックやルピナス、ラベンダーなどを想起させる「彩香パープル」■に変更されている。
また、ロゴマークは1、3、5、7、10号車の両側面（1編成10カ所）に配置され、「北海道の雄大さ」と北海道に飛来する「シロハヤブサ」をモチーフにしたJR北海道独自のデザインとなっている。

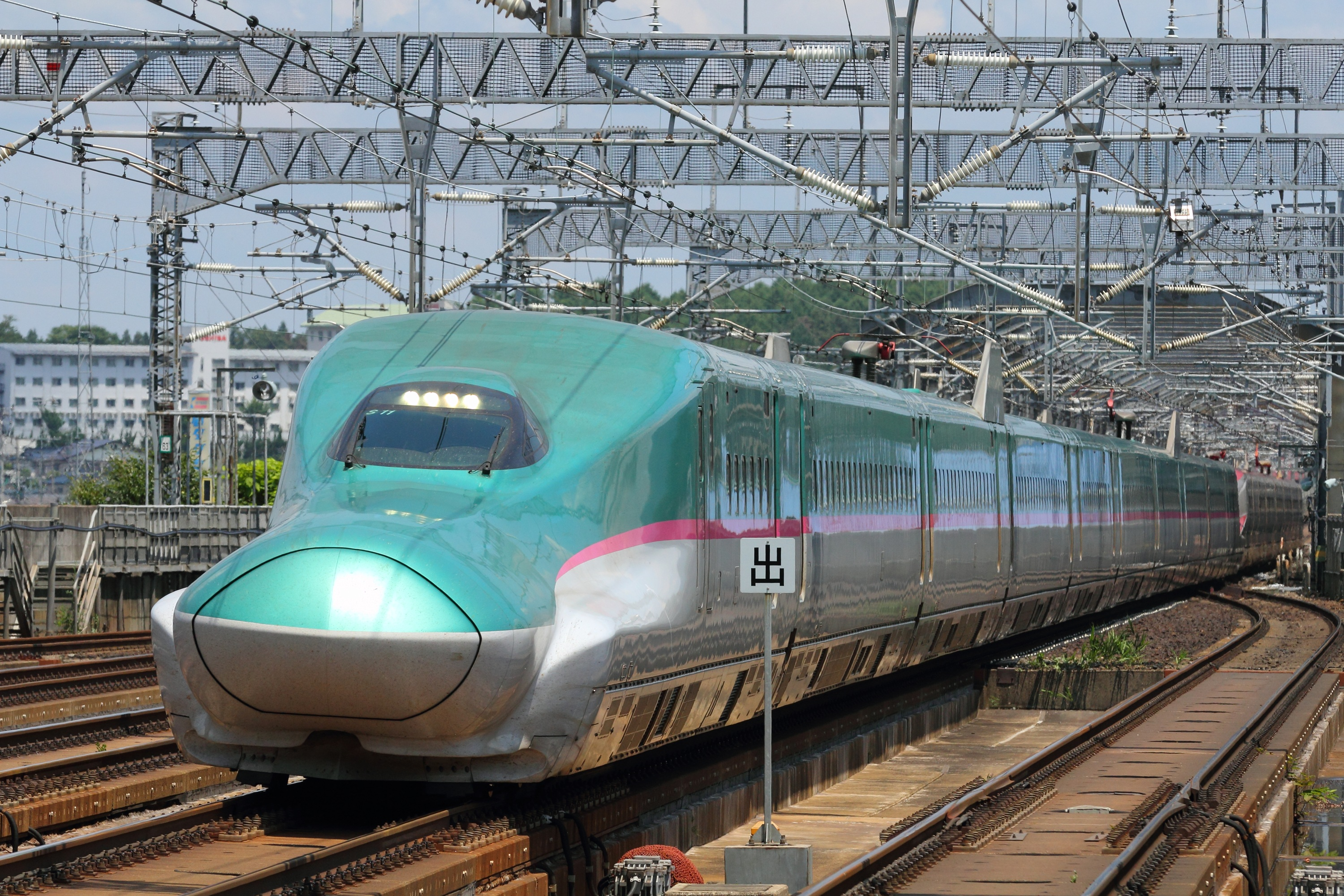
量産先行車・S11編成 （2012年7月8日 北上駅）
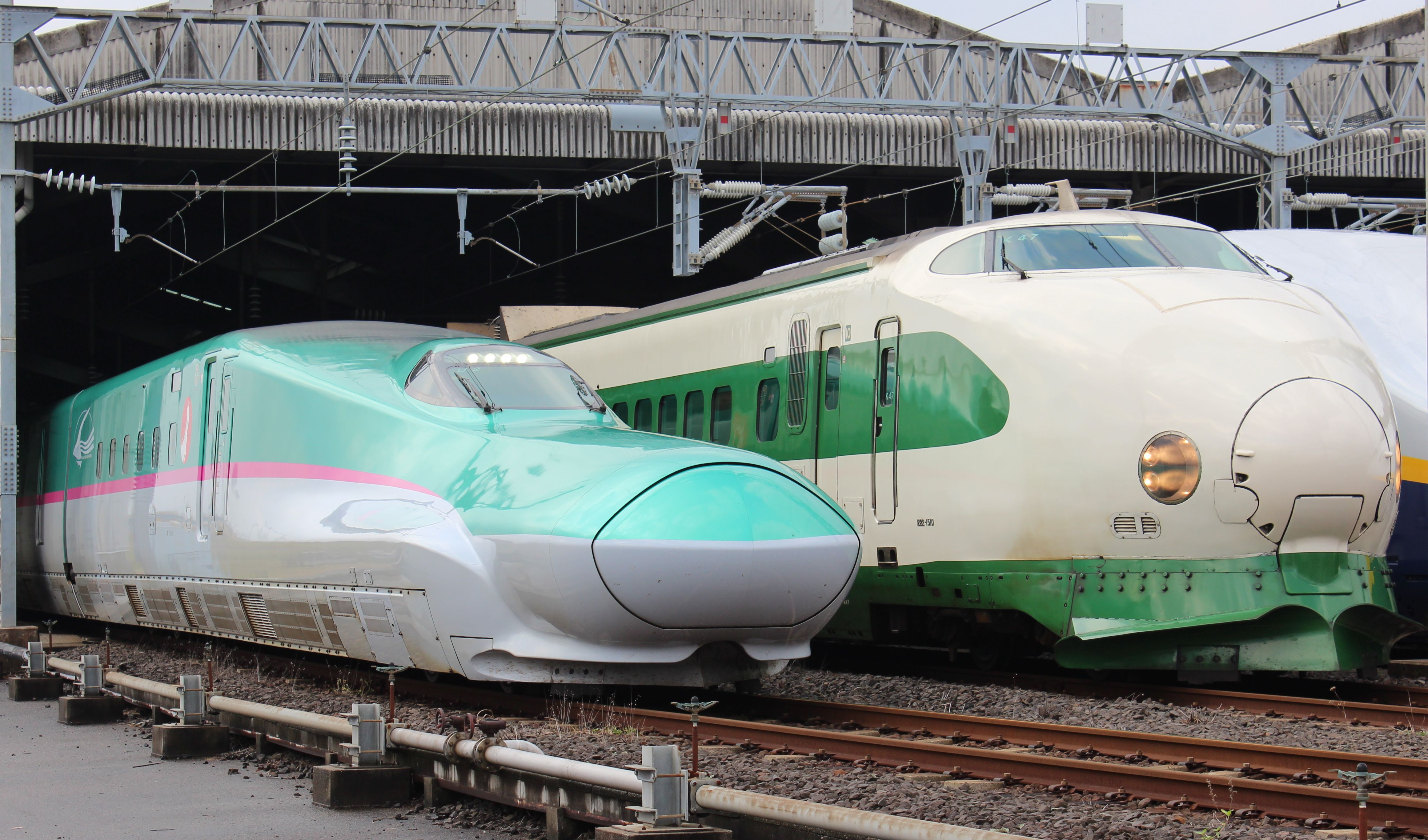
量産車と200系の並び （2012年10月21日 新潟新幹線車両センターの一般公開）
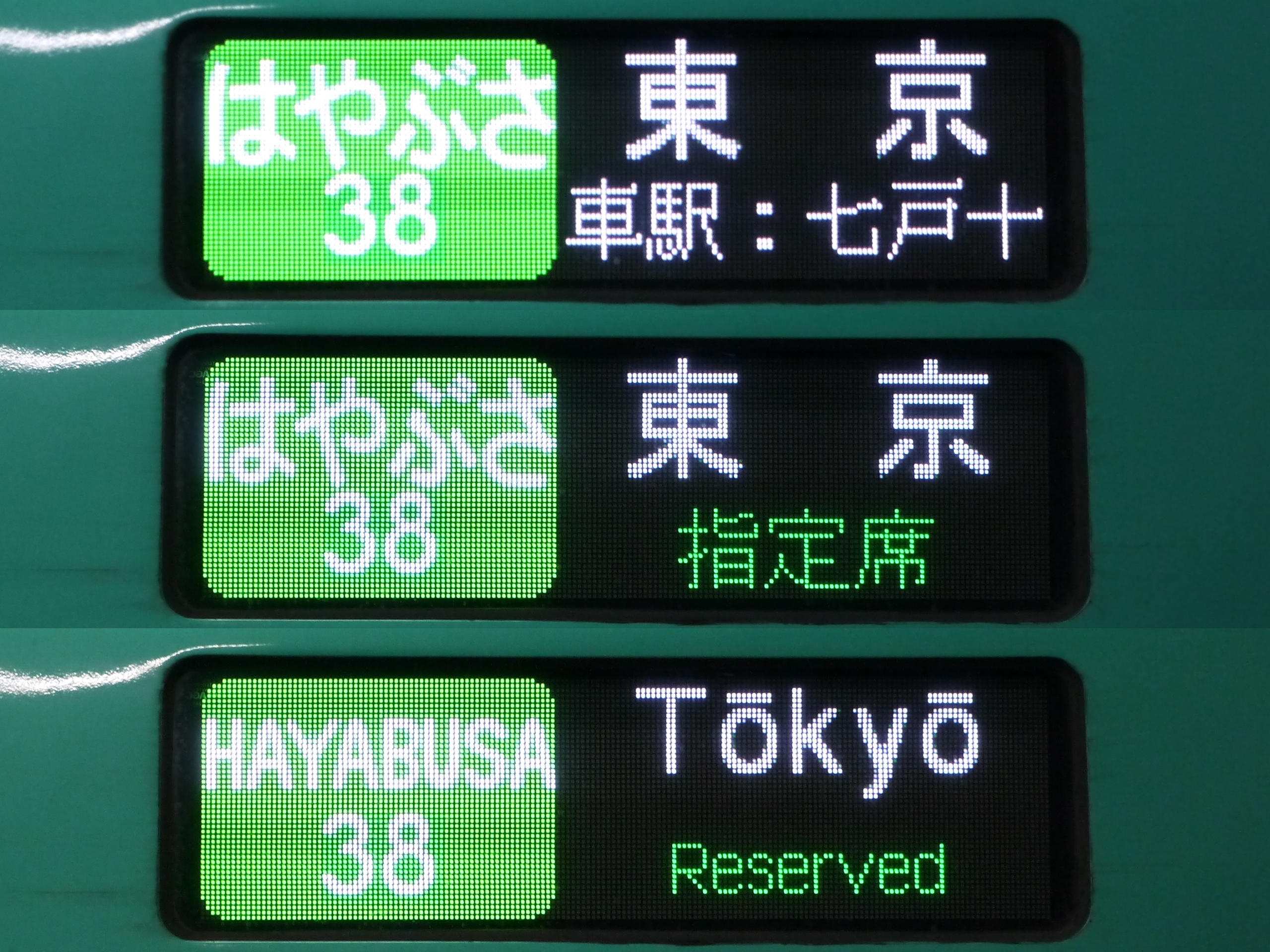
LED式行先表示器
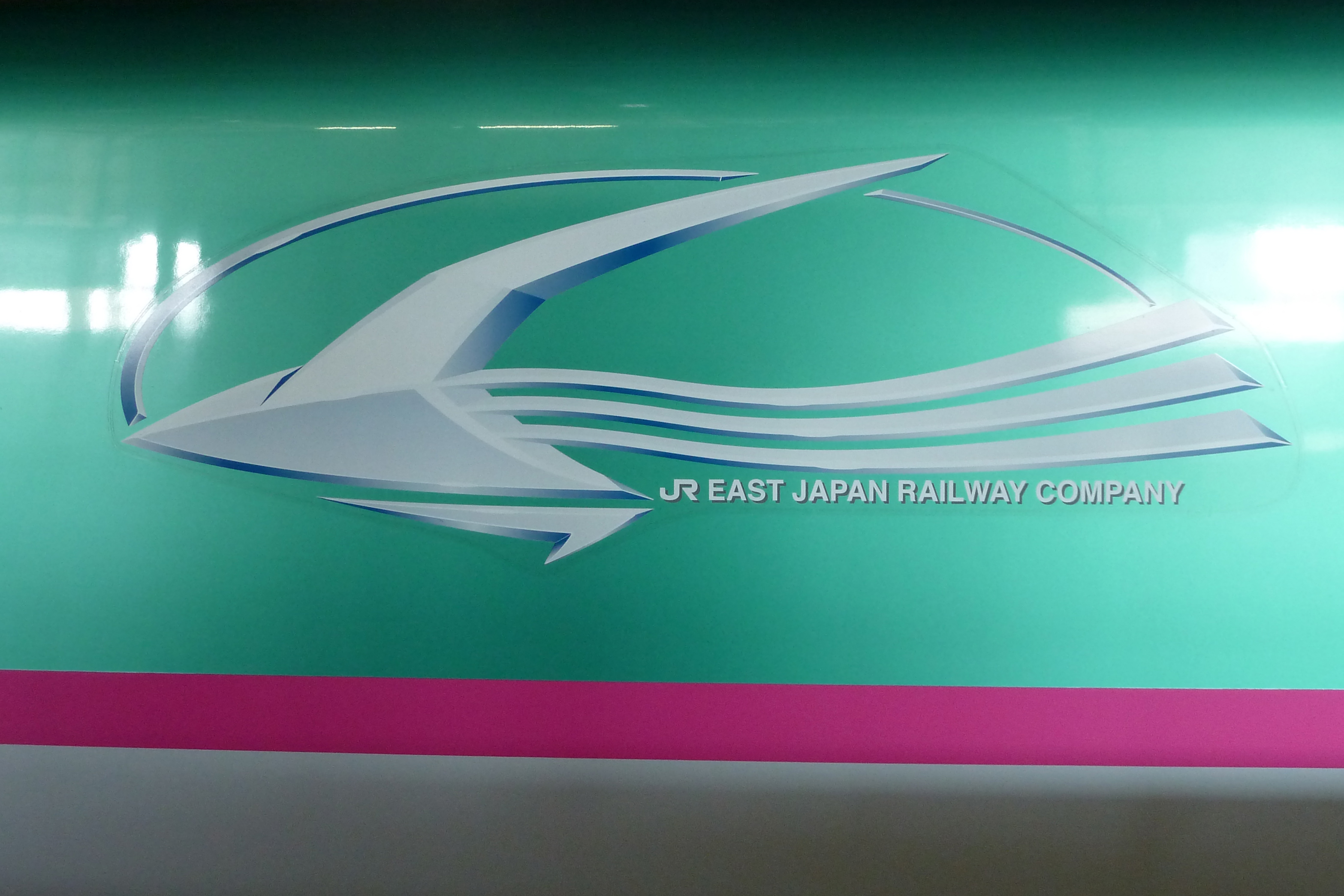
E5系のロゴマーク
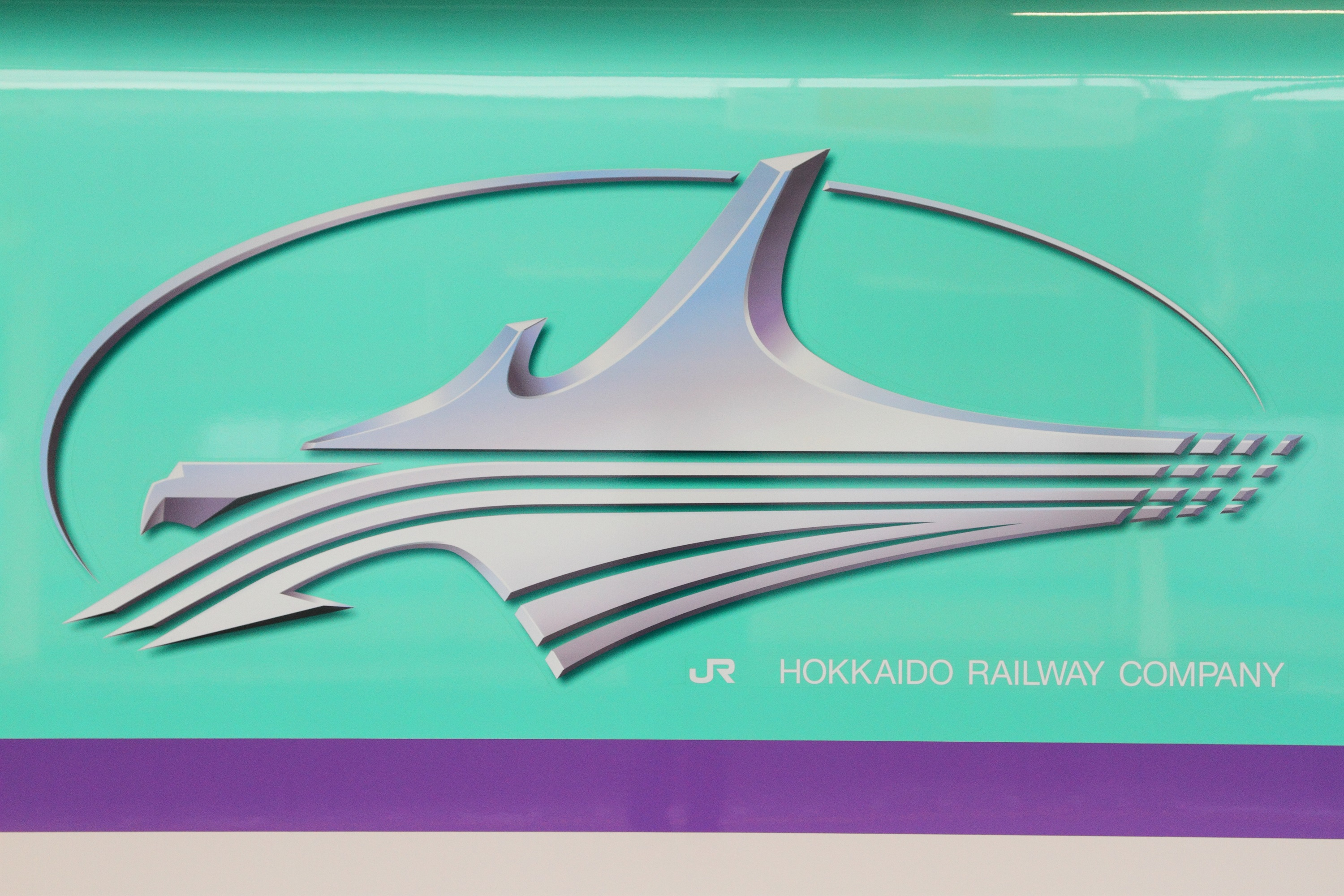
H5系のロゴマーク
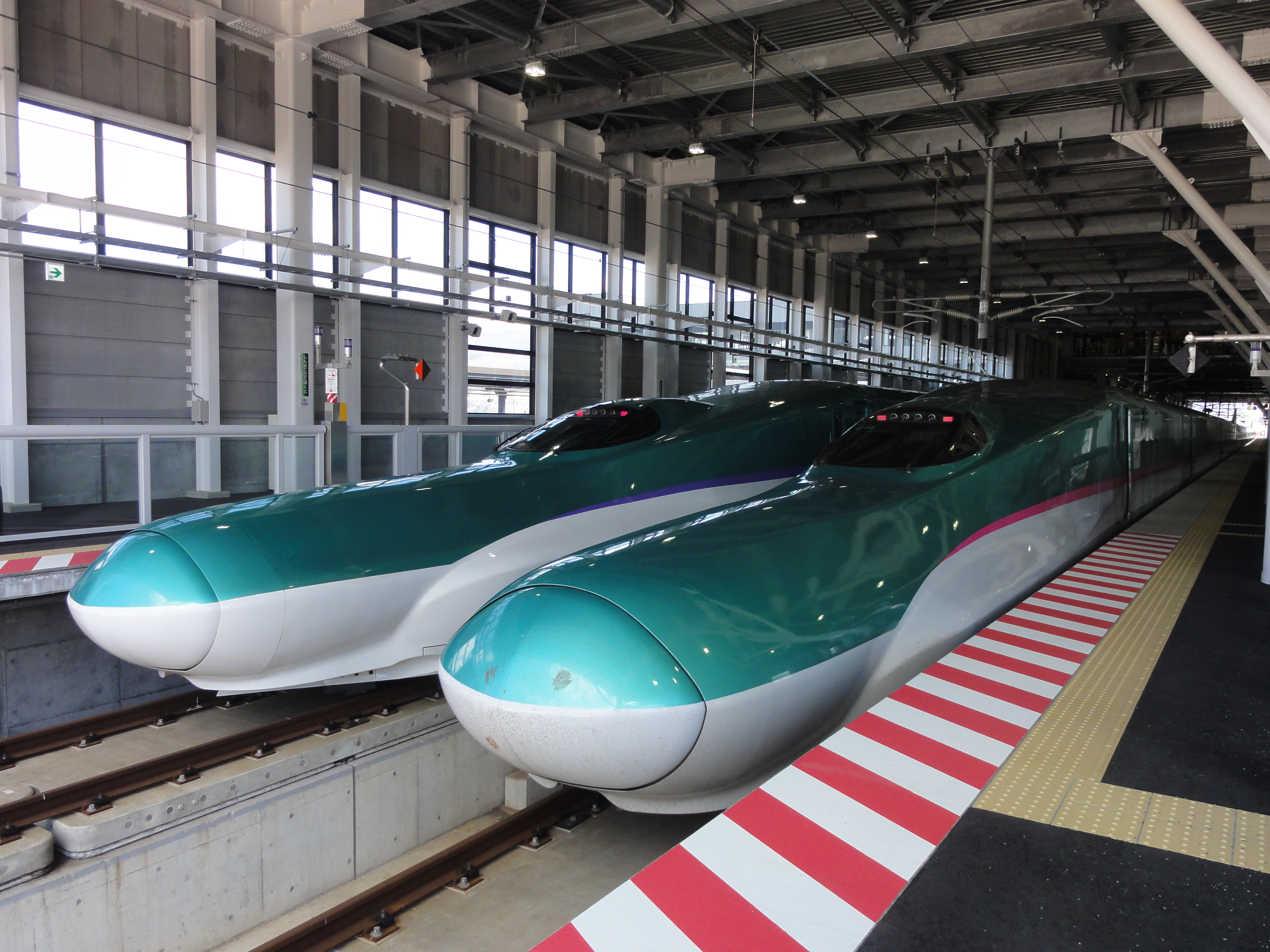
H5系とE5系の比較 （2016年4月6日 新函館北斗駅）

### 走行機器と全周幌

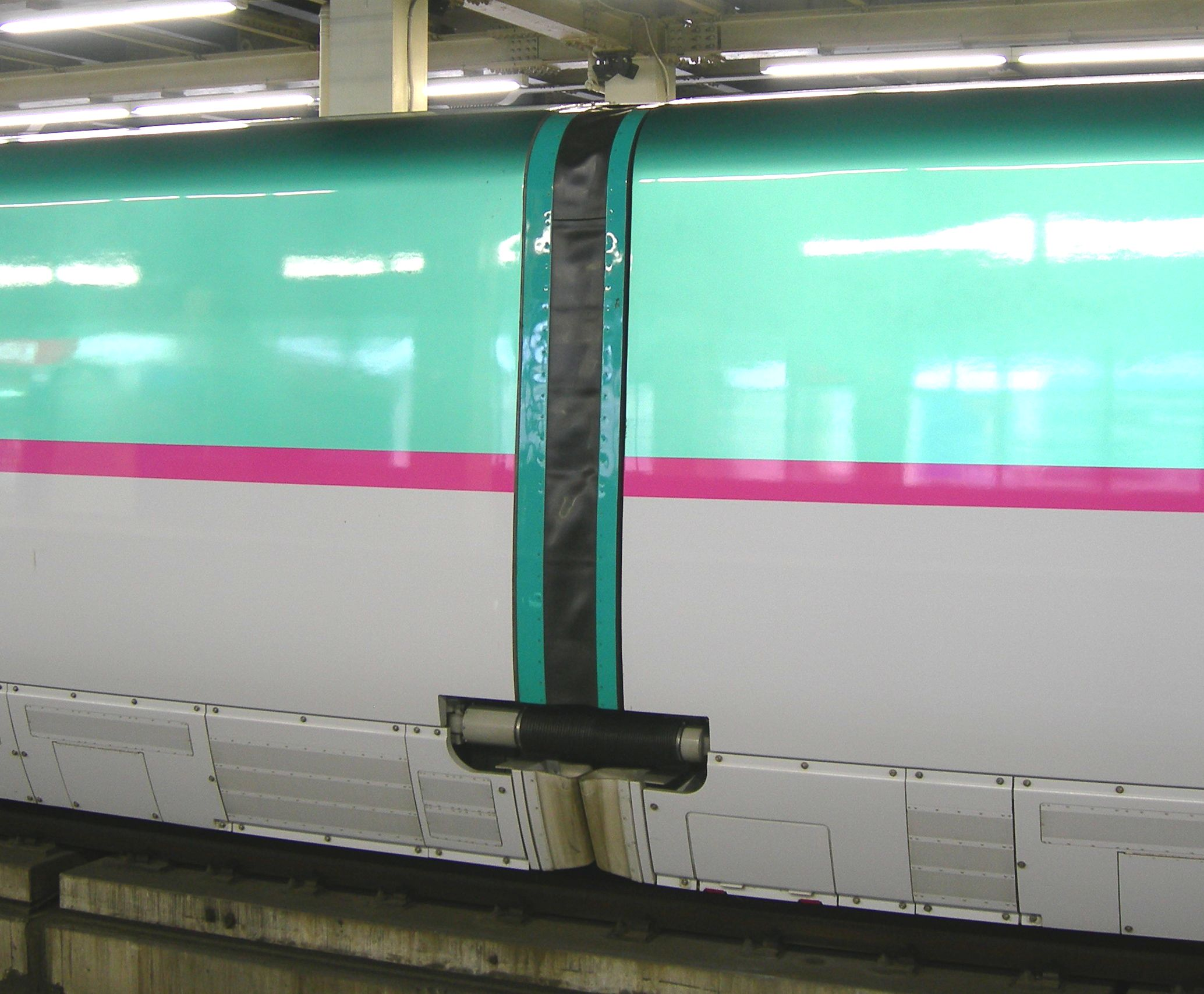
車体連結部分、全周幌と車体間ダンパーが装備されている。

床下機器は台枠横梁からの吊り下げとしており、騒音対策として、車体側面の裾部分には点検ふたを兼ねたふさぎ板で車体下半分を覆う構造としている。
また、車体連結部分には全周幌と車体間ダンパーが装備されており、騒音低減と車体間の揺れの低減がなされている。全周幌はU27編成以前とU28編成以降で異なる構造が採用されている。U27編成以前では、屋根部分と側面部分に分割された片持ち支持方式が採用されている。連結時には車両の2位側に固定され、隣の車両の1位側にリンク機構で押し付ける構造である。
U28編成からは車両端に取り付けられたお互いのゴム製全周幌をつき合わせる構造に変更されている。
また、車体側面の裾部分の台車付近には、カーボンファイバー製の台車カバーを採用して軽量化を図られており。吸音材を使用することで騒音低減も図っている。

### 電源・制御機器
架線からの単相交流25kV,50Hz を主変圧器で単相交流1,500Vに降圧した上で、主変換装置のコンバータで直流2,700 V- 3,000Vに整流した後、インバータで三相交流に変換して主電動機を制御するVVVFインバータ制御方式である。主回路機器はE5系、H5系とも三菱電機・東芝（→東芝インフラシステムズ）・日立製作所の3社が製作している。機器は車両情報管理装置（S-TIMS）により一元化して管理しており、ソフトウェアにミドルウェアを適用することで、信頼性の向上を図った。
M1・M2ユニットを採用し、M1車（E515形・E525形）には主変換装置・集電装置の他に空気圧縮機や補助電源装置などの補機類が適宜搭載され、M2車（E526形）には主変圧器・主変換装置が搭載される。
主変圧器 (E5系はTM212形・H5系はN-TM212形) は強制風冷式を採用し、3,130kVAの容量を備える。
主変換装置のコンバータとインバータにはIGBT素子（3,300V - 1,200A）を使用した3レベル電圧形PWM制御を採用したことにより、主電動機や主変圧器の電磁騒音、主電動機のトルクの変動を低減している。素子の冷却は、液体沸騰強制通風方式（フルオロカーボン + 電動送風機）を使用している。主変換装置筐体は同時期に製造するE6系用のCI 21形と共通化を図ったもので、線路方向に2,530 mm、枕木方向に2,286 mm、高さは650 mmで、重量は1,455 kgである。形式はE5系がCI 18形、H5系がN-CI 18形。
補助電源装置は静止型変換装置 SC215A形（E5系）またはN-SC215A形（H5系） が採用される。補助変圧器、定電圧交流電源用PWMインバータ、IGBT素子による直流電源用絶縁型コンバータで構成されており、主変圧器の三次巻線（単相交流400V 50Hz）を電源とする。
供給する電源としては、ヒータ等など非安定電圧でもよい負荷で使用される交流100V、コンセントやサービス機器用である無停電電源単相交流100V、制御・ブレーキ電源、蛍光灯などで使用される直流100Vの3種類がある。
主電動機はかご形三相誘導式の MT207形（E5系）またはN-MT207形（H5系） である。冷却方式は自己通風で、定格出力はE2系と同じ300kWであるが、特性を変更することで高速走行に対応させている。
ブレーキ方式は、回生ブレーキ併用電気指令式空気ブレーキを採用している。ブレーキ指令は、一旦車両情報管理装置（S-TIMS）により、回生ブレーキ力と空気ブレーキ力の演算を行ってから、編成の各車両の主変換装置・ブレーキ装置に指令が送られる、編成ブレンディング制御を行っている。なおブレーキ制御装置は信頼性向上のため2重化されており、地震発生時において停電検知装置が作動した際には、通常の非常ブレーキよりも高いブレーキ力指令（HEB）を出力するとともに、後述するセラミック噴射装置からセラジェットを噴射する。
また、H5系では、在来線との共用走行区間である青函トンネル内の連続下り勾配区間を一定速度で走行できるように抑速ブレーキを装備している。この抑速ブレーキの装備は、北海道新幹線への対応工事としてE5系U1～U28編成にも追加された（U29編成以降は新製時より装備）。

### 台車
台車はE2系の台車をベースに耐久性・制動性を強化したアンチヨーダンパ付きのボルスタレス台車で、住友金属工業（→新日鉄住金→日本製鉄）、日立製作所、川崎重工業（→川崎車両）が製造した。車輪の直径は860mmである。ヨーダンパは高減衰化されて高速安定性を高めており、軸箱支持装置は2枚支持板式を採用しており軸箱支持剛性を見直して走行安定性を向上させている。軸箱と台車枠の側梁の間に軸ダンパを装備しており、軸ダンパの定数を平行して取付けられている軸ばねとともに最適化を図って乗り心地を向上させている。
車軸軸受は、実績のある油浴式円筒ころ軸受 JC39A を採用しており、アルミニウム製の軸箱体は軽量化を達成しつつ、温度上昇の低減を考慮した形状とした。基礎ブレーキは、キャリパー式車輪ディスクブレーキが装備されているが）、付随台車には、さらにキャリパー式車軸ディスクブレーキを2枚装備している。作動方式は滑走再粘着制御の技術の進化と高速域からのブレーキによる熱の影響を受けにくくするため、空圧油圧変換式から空圧式に変更されている。また、ボルトの負担とディスク面の熱変形とを最小限に減らす為に、車輪のホイール部両側と車軸に装着されたブレーキディスクのボルト締結を内周締結式から中央締結式に変更して、ブレーキ力強化を図っている。
また、量産先行車には、乗り心地の向上のため、枕ばねである空気ばねの定数をギリギリまで下げて柔らかく設定し、車体と台車枠の間をトーションバーで連結して、台車の蛇行動と車体のローリングを抑制する、トーションバー式のアンチローリング装置を装着している。台車形式は、電動台車がDT209（E5系）またはN-DT209（H5系）、付随台車がTR7008（E5系）またはN-TR7008（H5系）となっており、先頭車両運転台側の付随台車のみ、レールと車輪との粘着力を高めるためのセラミック噴射装置を備えた TR7008A（E5系）またはN-TR7008A（H5系）である。
駆動装置は、より軽量化を図ったWN継手式平行カルダン方式 QD208 である。継手軽量化により小型化を図ったはすば歯車を用いた一段減速式で歯車比は82：31=2.65とし、収納する歯車箱はバネ下重量軽減の観点からアルミニウム合金製である。
全車両に、動揺防止制御用の加速度センサーが検知した左右方向の反対方向への力を電気指令により電気式のローラーネジ式アクチュエーターを駆動させることで発生させ、左右の振動を打ち消すフルアクティブサスペンションを搭載しており、E2系の空気式と比べて空気配管やタンクが不要となり軽量化を果たしている。
また、記録された線路データと地点情報を元に、車体傾斜制御器により車体傾斜電磁弁を作動させて車体の台車枠の間にある空気ばねの空気圧を変化させることでの空気ばねのストロークを変化させ、車体を最大1.5度傾斜させることができる空気ばねによる車体傾斜システムを搭載しており、半径4000mでの曲線区間において320km/hでの走行が可能となっている。本車のフルアクティブサスペンションには、減衰力調整式ダンパも平行して搭載されており、フルアクティブサスペンションが故障した場合はセミアクティブサスペンションとして機能することができる。

### 集電装置

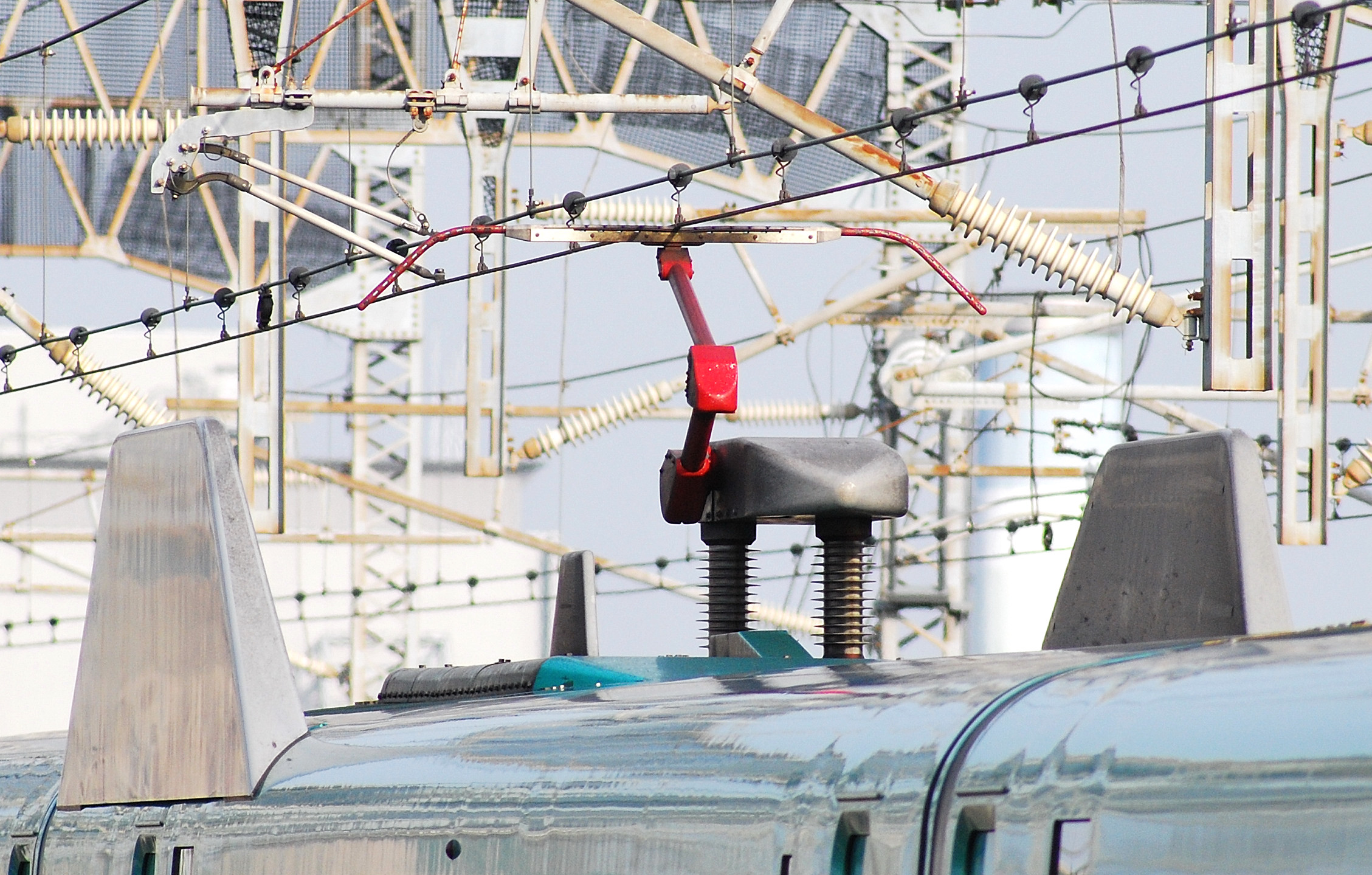
屋根上に搭載されているPS208形パンタグラフ

営業最高速度の引き上げでさらなる低騒音化が求められ、編成中で使用するパンタグラフは2基中1基のみ（3, 7号車に搭載している内の進行方向に対して後位側）となったため、離線しづらい12分割すり板付き「くの字主枠」のシングルアームパンタグラフPS208形（E5系）またはN-PS208形（H5系）を装備している。
これは、E954形において、「くの字主枠」と「1本主枠」の2タイプのシングルアームパンタグラフを装備して、比較試験を行った結果採用されたものであり、同車でテストされたPS9037をベースにしている。12分割されたすり板の中にはスプリングが内蔵されていて、架線にしなやかに追従することができ、その周囲には、側面の大型遮音板のほかに、碍子側面部に小型の遮音板が設置されており、低騒音化と騒音防止が図られている。また、騒音低減のため、特高圧引通線はE2系0番台と同じく車内天井部に配置した。

### 車内

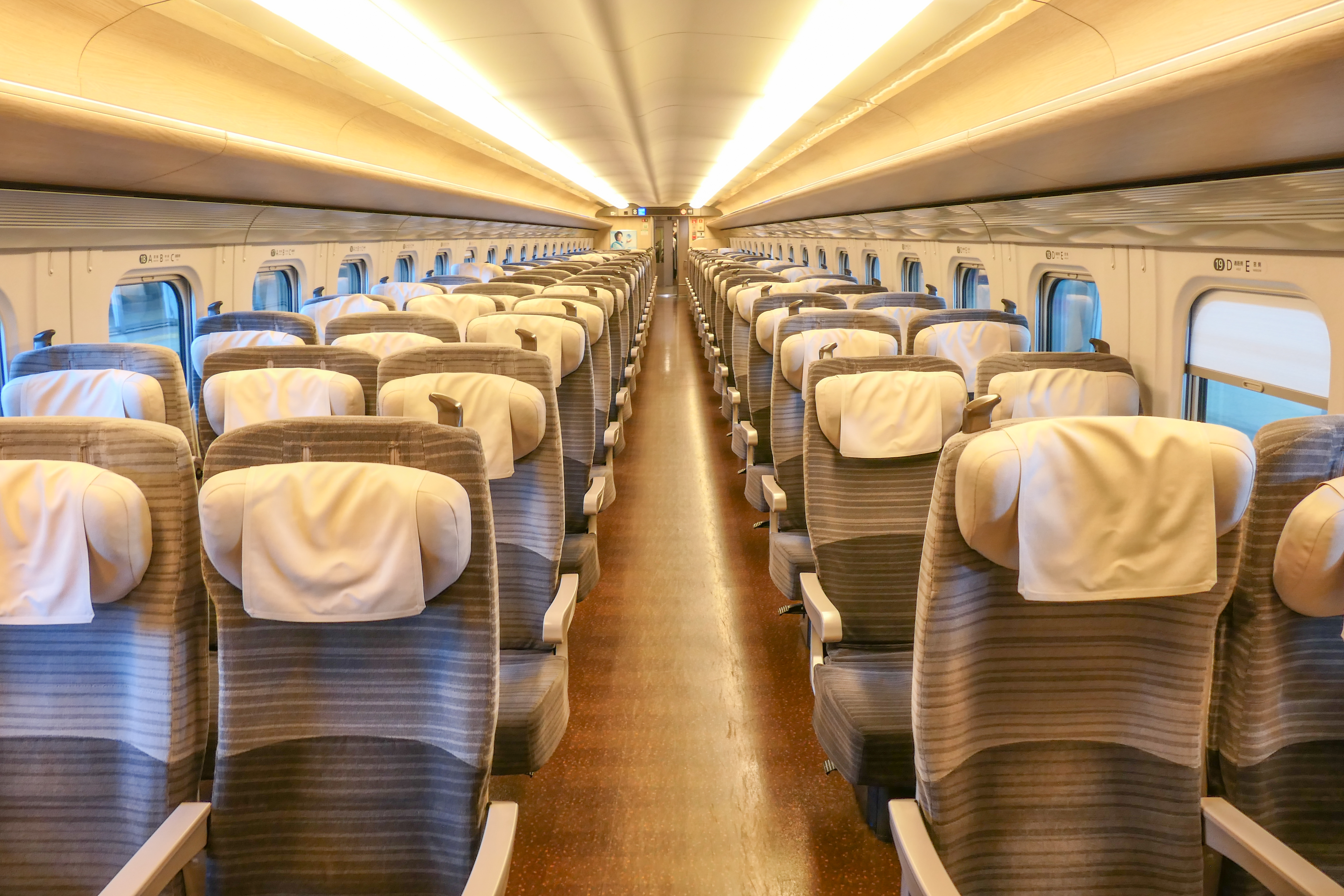
普通車車内（E5系）

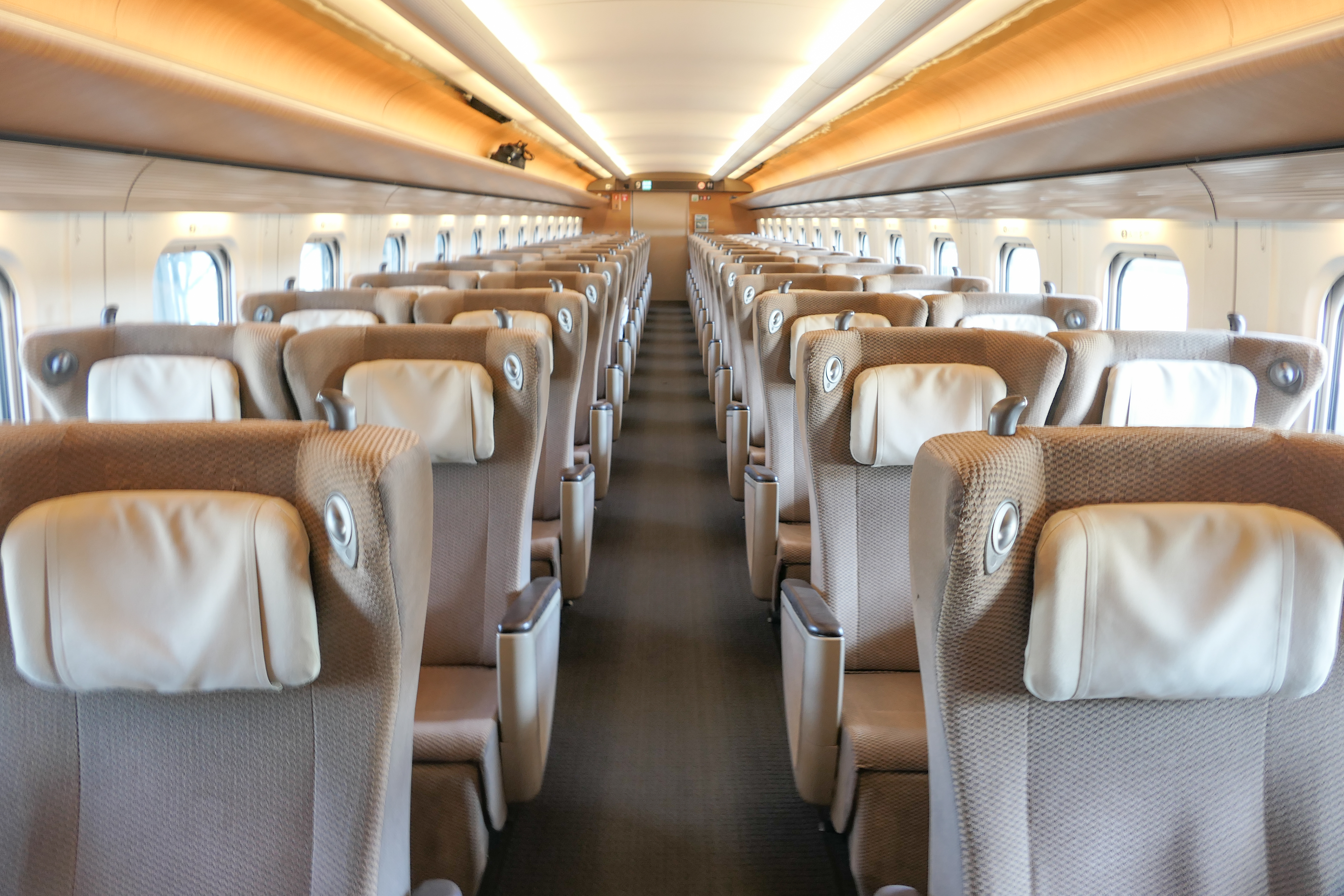
グリーン車車内（E5系）

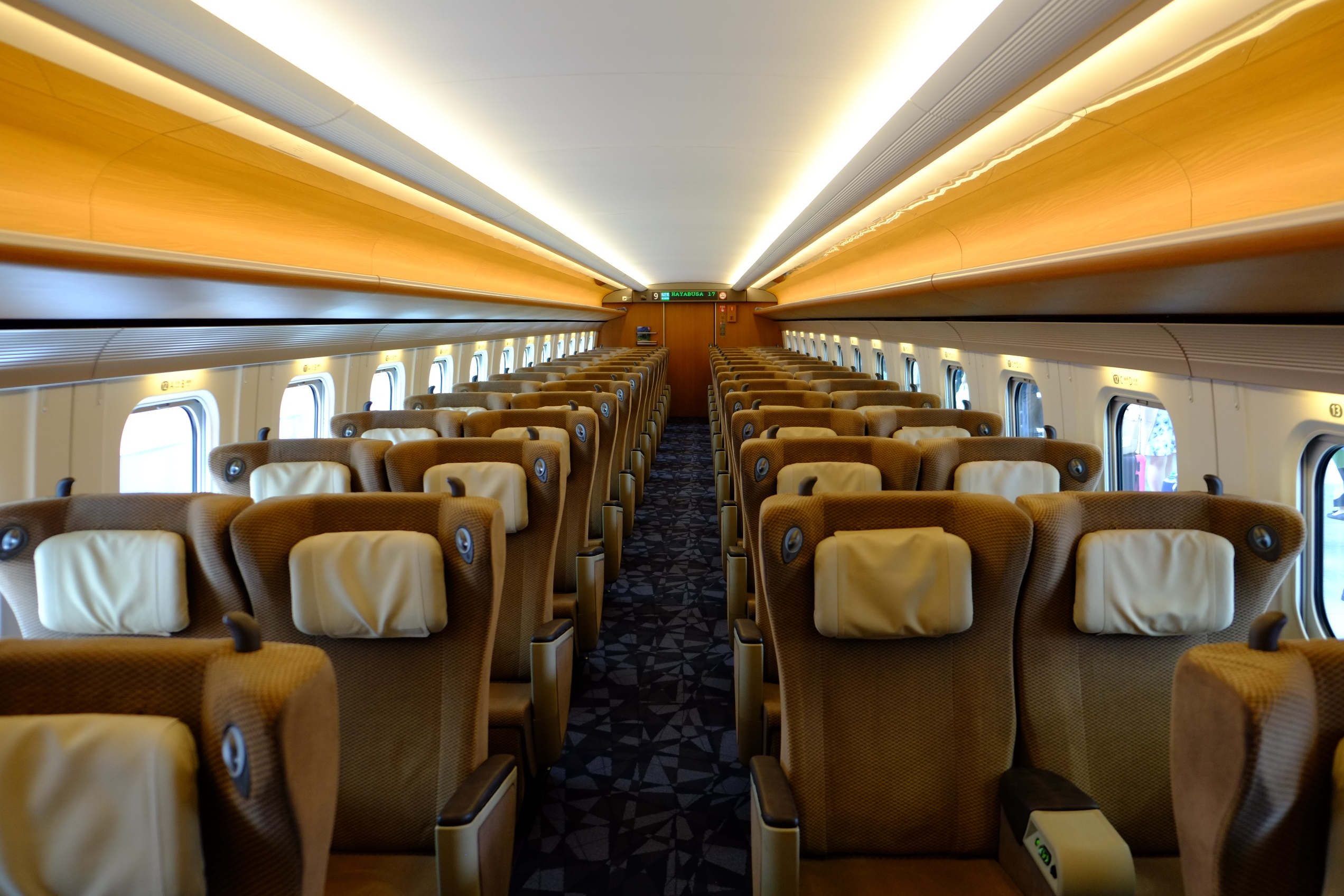
グリーン車車内（H5系）

#### デザイン
インテリアは「ゆとり」「やさしさ」「あなたの」をキーワードに、自然の色を基本に、暖かで落ち着いた空間にデザインされた。先頭車両の客室スペースの縮小と5号車に多機能トイレ・多目的室等のバリアフリー設備が設置されたため、1編成の定員はE2系1000番台より83名の減少、200系K編成10両編成（225形400番台・先頭車1500番台組込みの場合）より8名減少の731名→724名（荷物置場の設置により変更）となっている。普通車のシートピッチもE2系より拡大（980mm → 1,040mm）されたが、トイレ等の設備がない偶数号車（2、4、6、8号車）の定員はE2系と同じく100名→98名（荷物置場の設置により変更）であり、シートピッチの拡大が定員減の原因ではない。
また3人掛けシートの横幅拡大（A・C席：430mm→440mm、B席435mm→460mm）も行われている。
H5系も基本的にE5系を踏襲しているが、「北海道への旅の序章として、その先の旅への想いを奏でる〜Prologue of the North Experience〜 」をコンセプトに、普通車の床敷物に雪の結晶をあしらったデザインとし、同車のブラインドには縄文・アイヌ土器をあしらう等、普通車・グリーン車・グランクラスそれぞれで内装に独自のデザインを採用している。なお、渡島総合振興局は車両の内装に道南スギを使用するよう要望していたが、JR北海道にトラブルがあり、十分にアピールする機会が無いまま車両が発注されたこともあり、立ち消えとなった。

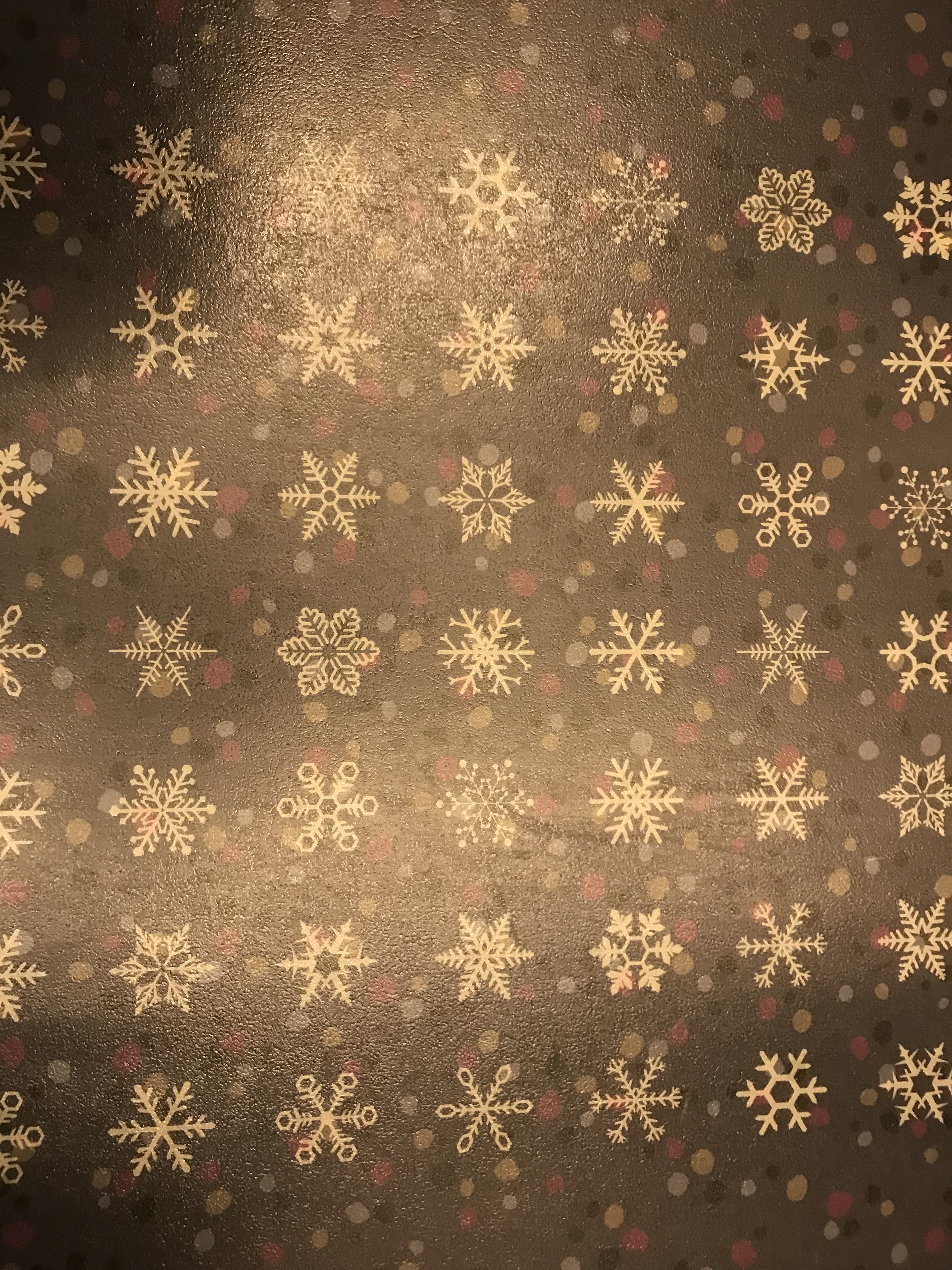
H5系の普通車の床面デザイン

#### 設備

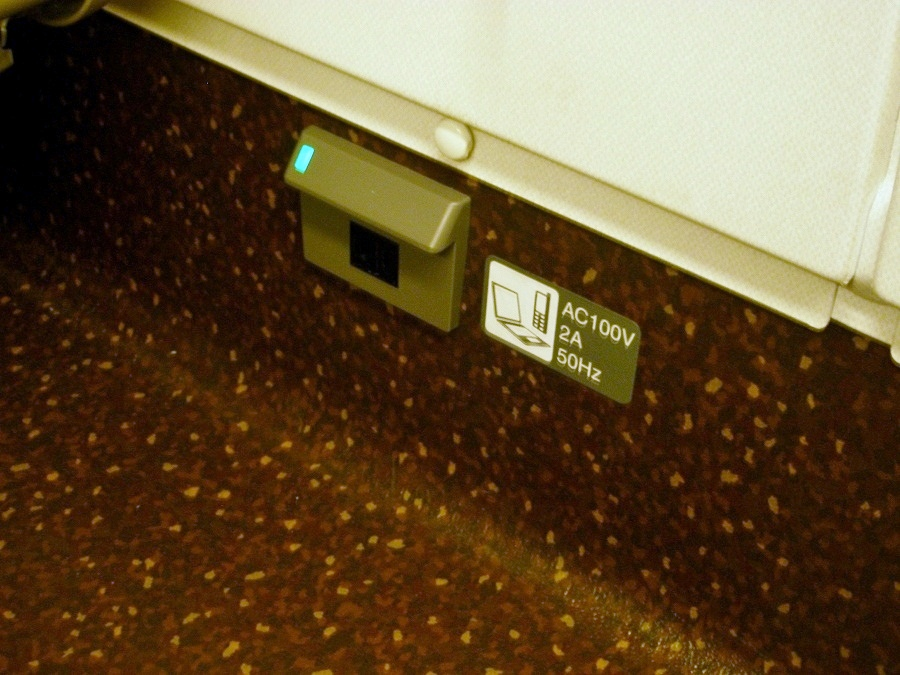
普通車のコンセント

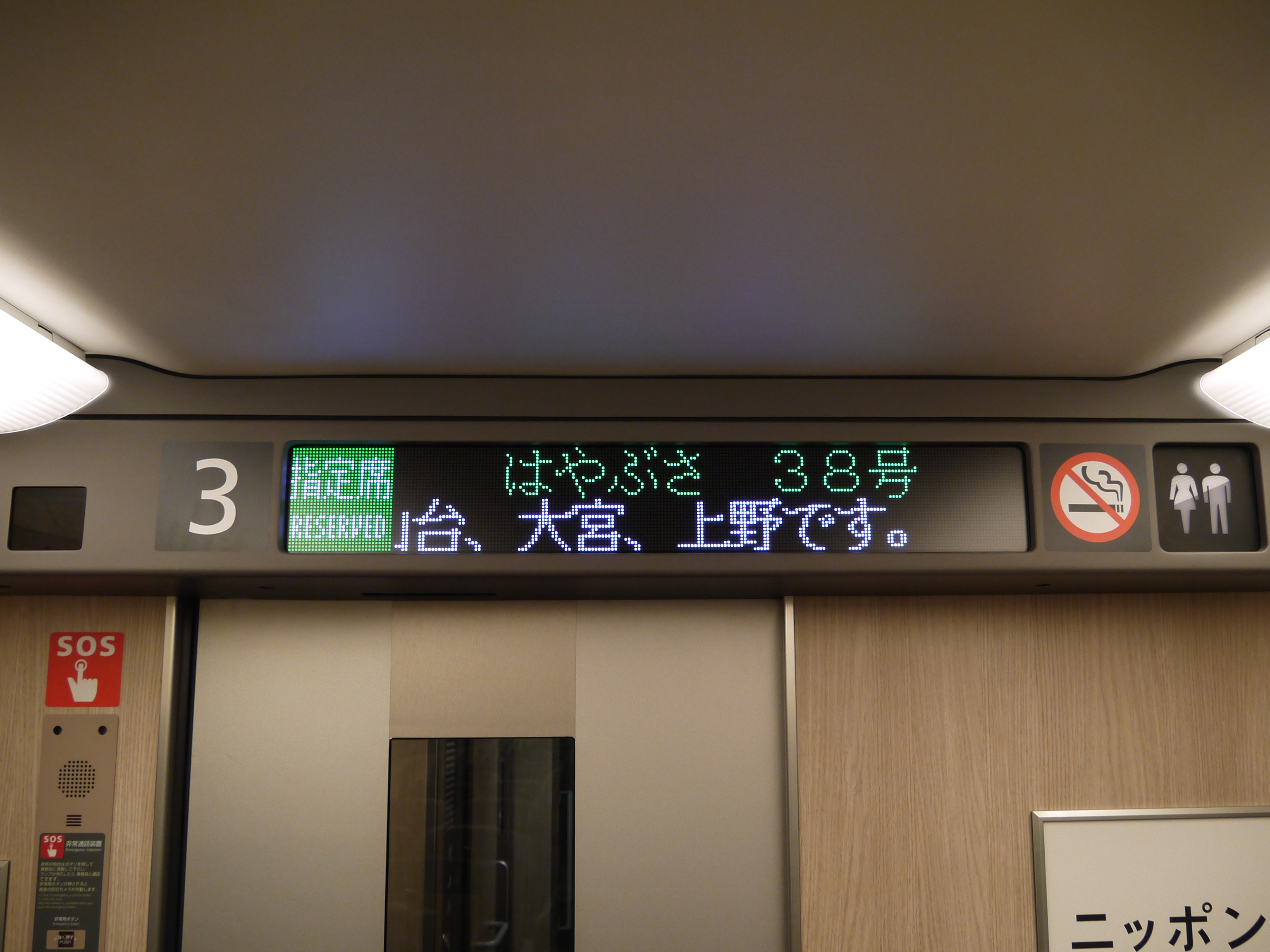
車内案内表示装置

グリーン車、グランクラスは新函館北斗方車端の1か所に、普通車は各車両端の2か所に客用扉・デッキを設けた。
全座席に読書灯が設置されるほか、空気清浄機、フルカラーLED式表示装置、コンセントも設置される。コンセントについては、グリーン車は全座席に、普通車は窓側席のみに設置されている（2015年度増備分のU29編成からは、普通車も全ての座席に設置）。また、防犯のため、車両デッキには防犯カメラも設置される。読書灯は量産先行車のU1編成普通車(1～8号車)の座席上にも設置されているが量産車では見送られた。
トイレは2両に1箇所（奇数号車の新函館北斗方）に設置されており、洋式トイレ2箇所と男性用小便器ブース1箇所、洗面所2箇所という構成である。ただし、5号車は、洗面所が1箇所のみとなっている。
バリアフリー対策としては、5号車と9号車に車椅子対応設備（出入り口の拡張、車椅子対応座席の設置、車椅子対応トイレなど）が設置される。トイレはハンドル式電動車椅子対応とされている。さらに、5号車には多目的室も設置される。
また、外国人利用客の増加に伴い、2017年7月から2018年2月頃までにかけて順次、普通車の偶数号車の東京寄り（1番のD・E席）と9号車のグリーン車のデッキスペースに荷物置場が設置された。
H5系はE5系との共通運用を想定して座席配置など基本的な部分はE5系と共通となっているが、ドアの内側もJR北海道のコーポレートカラーである萌黄色にするなどの違いがある。また、車内照明は発光ダイオード（LED）を採用し、普通車ではE5系の2013年度以前の増備車（U28編成以前）では窓側と車両の両端の席にしかなかったコンセントをすべての座席に設置する。
なお、LED照明や普通車全席コンセント設置などは、E5系の2015年度以降の増備車（U29編成以降）にも反映されている。普通車車内のLED照明は、製造時期により北陸新幹線E7系・W7系と同タイプのものとH5系と同タイプのものが存在している。

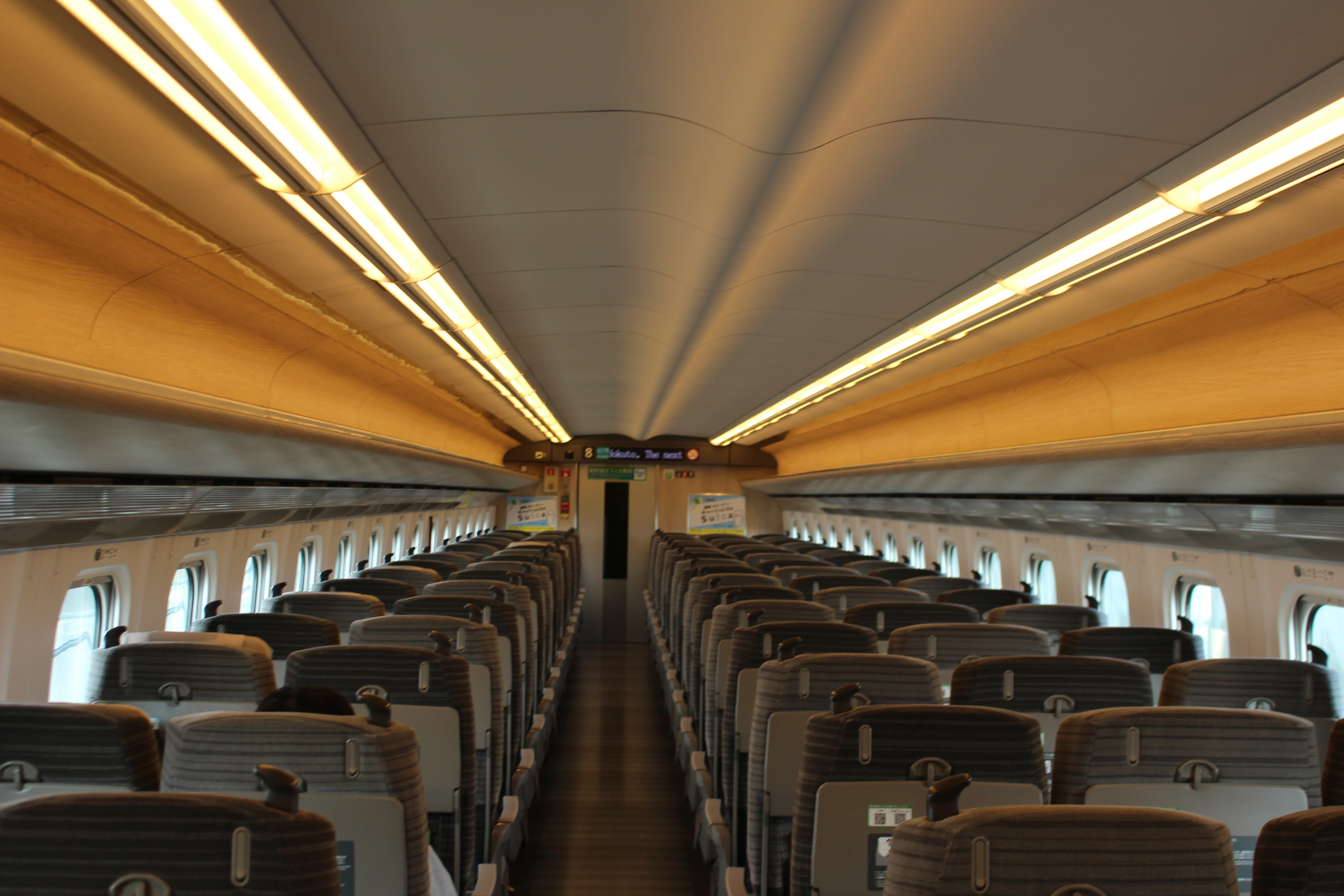
E5系U30編成の普通車車内
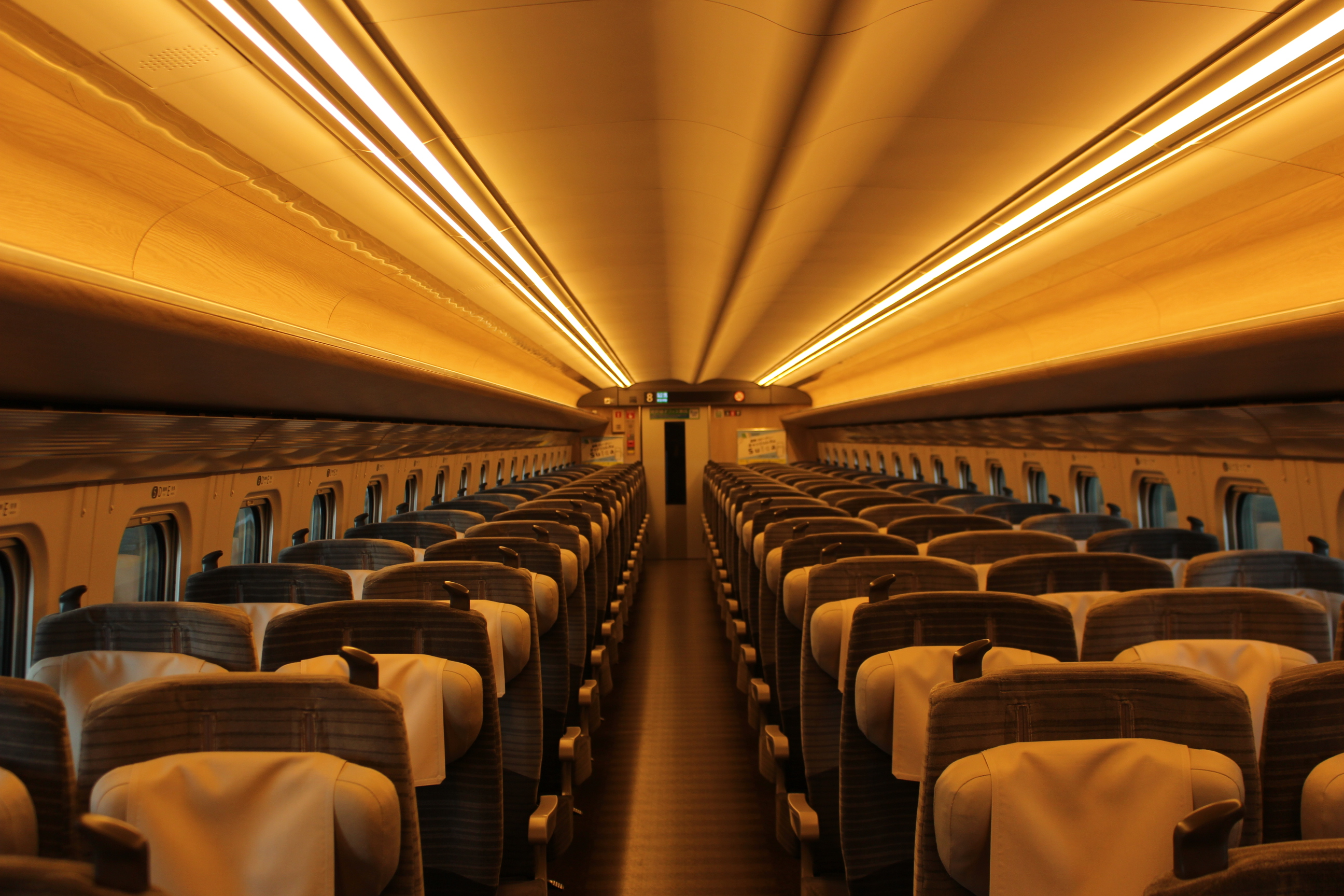
E5系U45編成の普通車車内

#### グランクラス

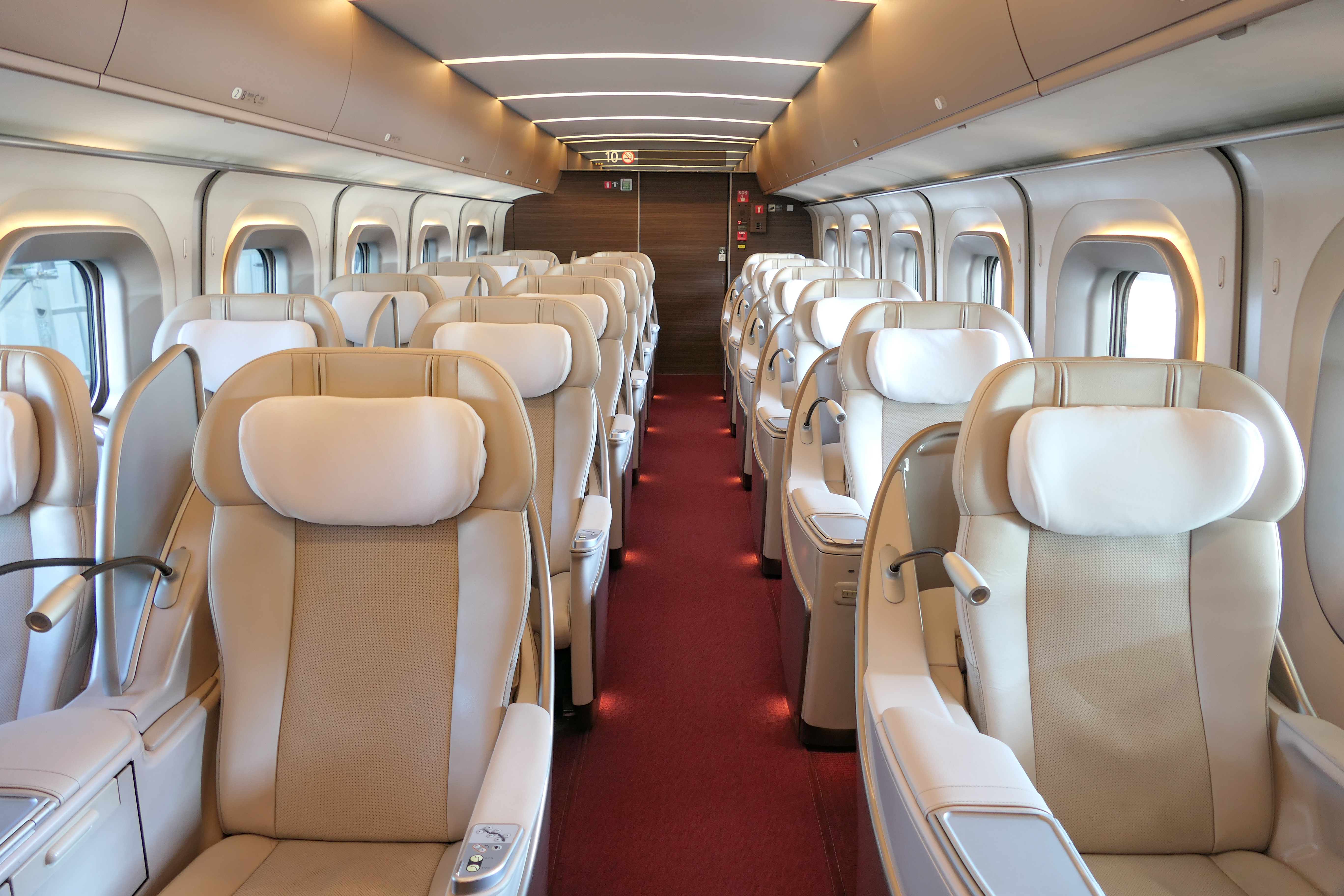
グランクラス車内

従来のグリーン車よりも上位となるファーストクラス「スーパーグリーン車」（仮称）の導入が2008年4月に発表されていたが、2010年5月11日に正式名称がグランクラス（Gran Class）に決定したことが発表された。デザインコンセプト「特別な旅のひとときをあなたに -Exclusive Dream-」をキーワードとして客室やシートがデザインされており、シートピッチ（1,160mm → 1,300mm）や座席幅（475 mm → 520 mm）の拡大などが行われる。定員は18名（3人×6列）で10号車に設定される。
なお、量産先行車の新製時には設置されず、準備工事にとどまっていた。これはシート自体が開発中であり、最終仕様が決まったのが2010年初頭であったことによる。

### 性能
営業運転の最高速度は320km/hで、上り3‰での均衡速度は360km/hである。標準編成は10両とし、電動車 (M) と付随車 (T) の構成（MT比）は8:2である
起動加速度は1.71 km/h/sであるが、E3系との連結時にはE3系と性能をあわせる（起動加速度を1.6 km/h/sにする）切り替え機能を搭載する。
曲線通過時の乗り心地を向上させ、半径4,000mのカーブでも320km/hで走行できるように、空気ばねによる車体傾斜システムにより外軌側を上昇させ、車体を最大1.5度傾斜させることができる。

## 形式
本系列に属する各形式名とその車種は以下のとおり。編成全体は4つのユニットで構成されており、電動車（中間車）は奇数号車 (M1) と偶数号車 (M2) で1ユニットを構成し、さらに先頭および最後尾の付随車（制御車）2両をあわせて10両としている。編成記号はE5系がU編成、H5系がH編成である。なお、番台区分はE5系・H5系とも共通である。
E514形 / H514形 (Tsc)
10号車に組成される付随車（新函館北斗寄り制御車）で、電動空気圧縮機・補助電源装置などを搭載する。先頭部分にE3系・E6系との分割併合用の分割・併合装置（連結器）を備える。客室はグランクラスで、専用アテンダントの準備室を設置する。
E515形 / H515形 (M1s)
9号車に組成される電動車（中間車）で、主変換装置・空気圧縮機・蓄電池などを搭載する。客室はグリーン車で、車椅子対応便所・洗面所、車椅子対応設備、サービススペース、乗務員室（車掌室）が設置されている。客用ドアは車椅子に対応して1,230 mm開口幅（従来は975 mm）を備える。
E523形 / H523形 (T1c)
1号車に組成される付随車（東京寄り制御車）で、補助電源装置・空気圧縮機・蓄電池などを搭載する。客室は普通車で、便所・洗面所が設置されている。
E525形 / H525形
客室は普通車で、便所・洗面所が設置されている。
0番台 (M1)
3号車に組成される電動車（中間車）で、主変換装置・集電装置などを搭載する。公衆電話が設置されている。
100番台 (M1)
7号車に組成される電動車（中間車）で、主変換装置・集電装置・補助電源装置・蓄電池などを搭載する。
400番台 (M1k)
5号車に組成される電動車（中間車）で、主変換装置・補助電源装置・空気圧縮機・蓄電池などを搭載する。車椅子対応設備・多目的室・車内販売準備室・自動体外式除細動器 (AED) が設置されている。便所は車椅子対応形のほか、客用ドアは車椅子に対応して1,230 mm開口幅（従来は975 mm）を備える。
E526形 / H526形
いずれも主変圧器・主変換装置などを搭載する。客室は普通車である。
100番台 (M2)
2号車に組成。
200番台 (M2)
4号車に組成。
300番台 (M2)
6号車に組成。
400番台 (M2)
8号車に組成。

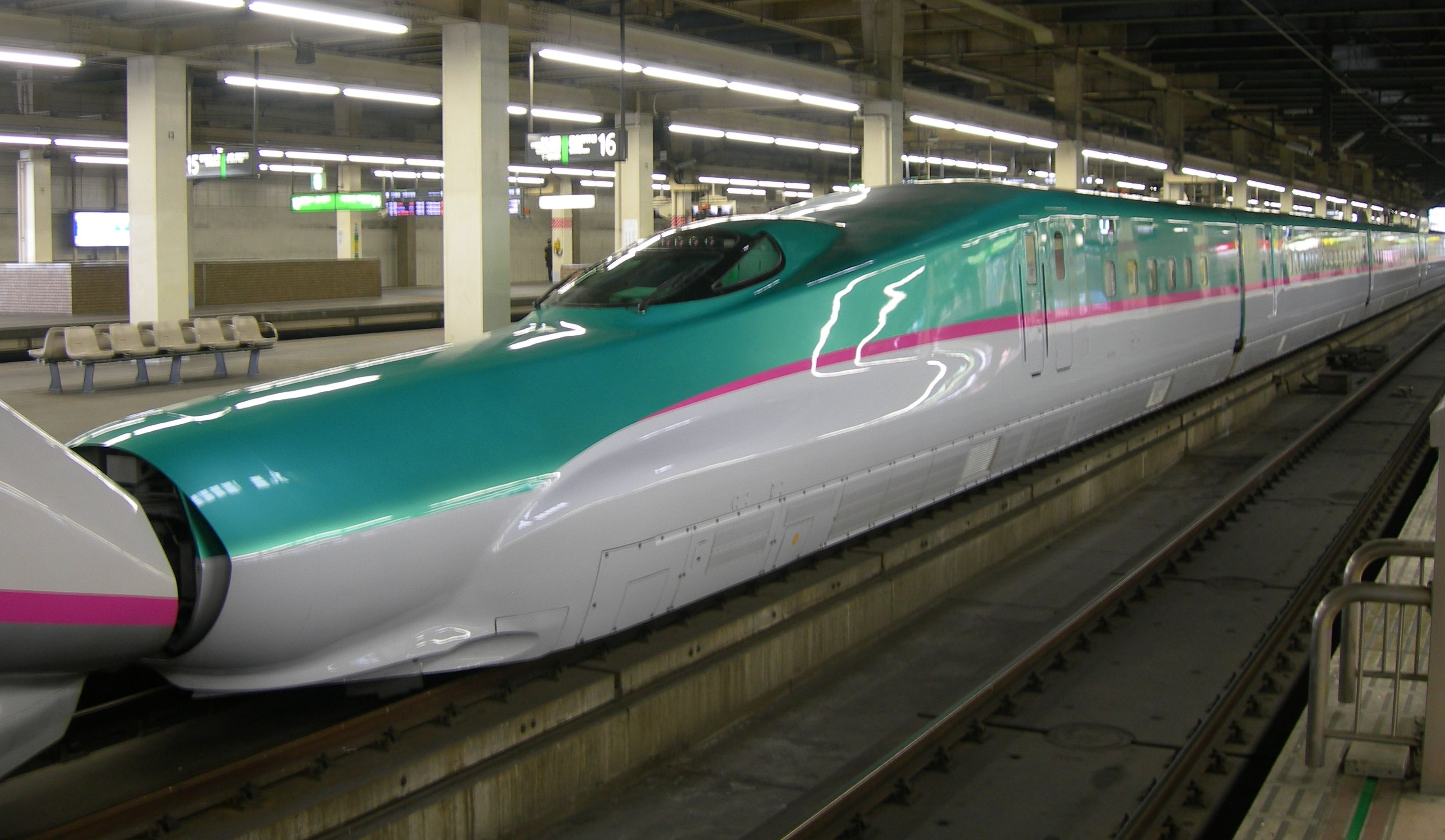
E514-1 （10号車）
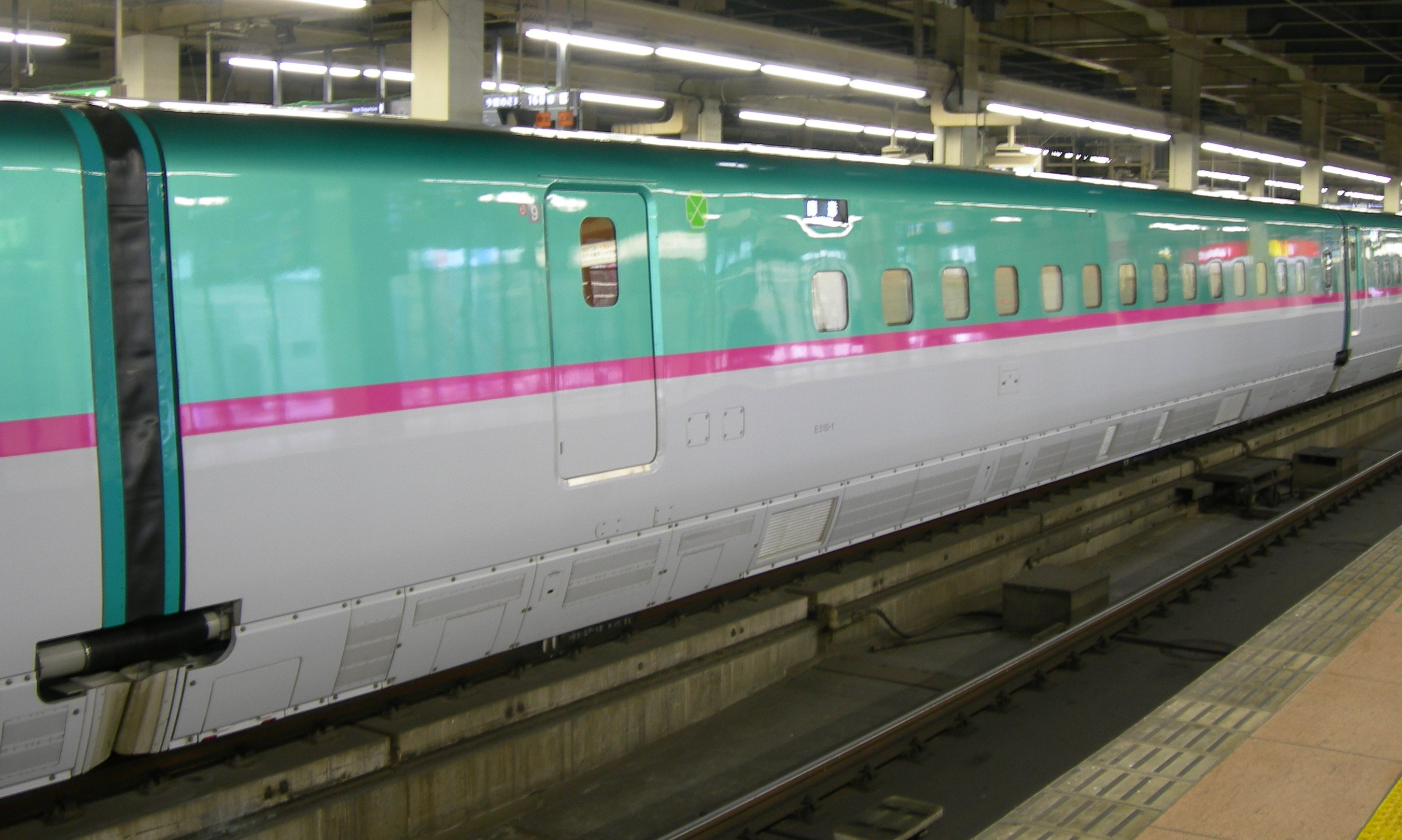
E515-1 （9号車）
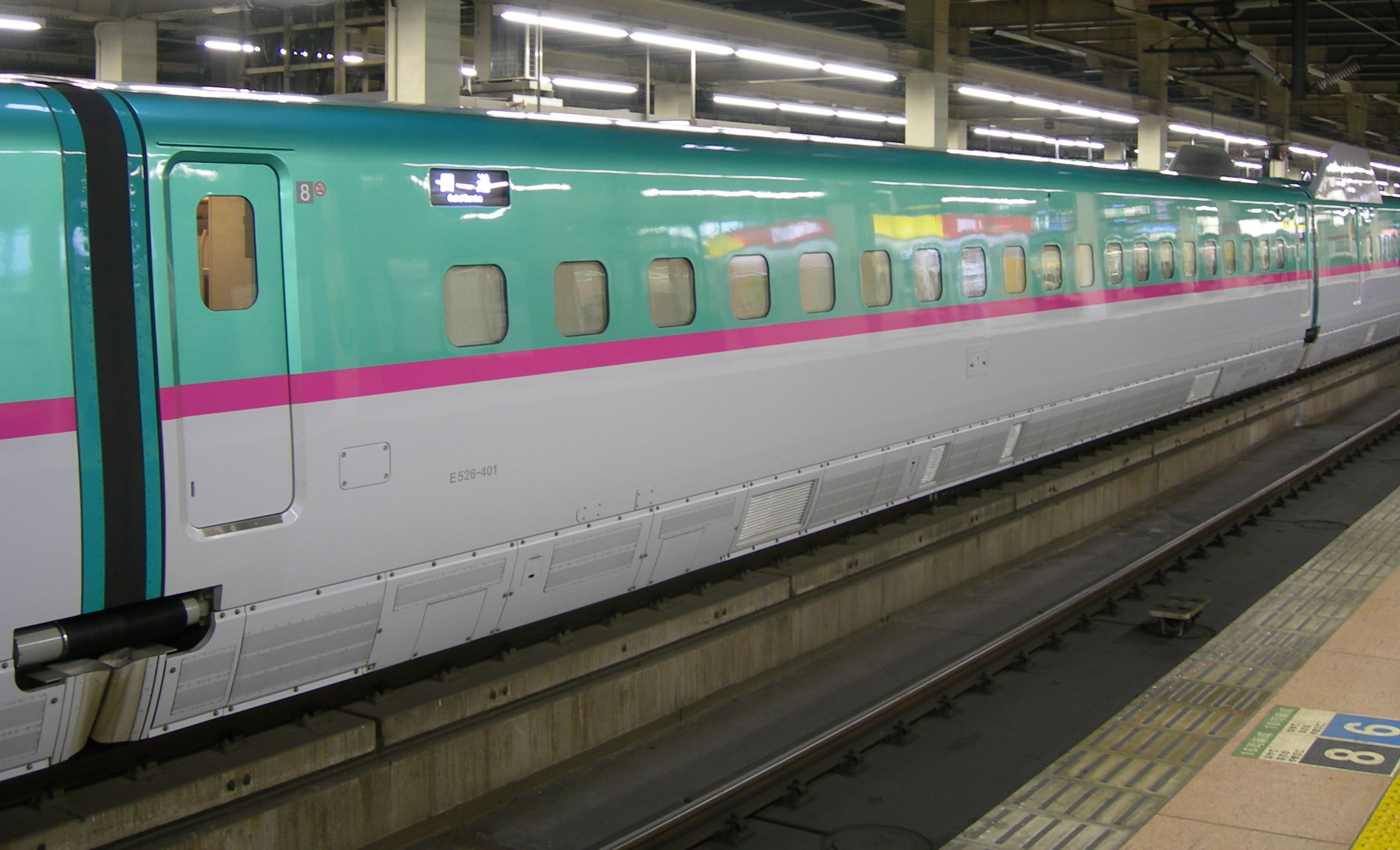
E526-401 （8号車）
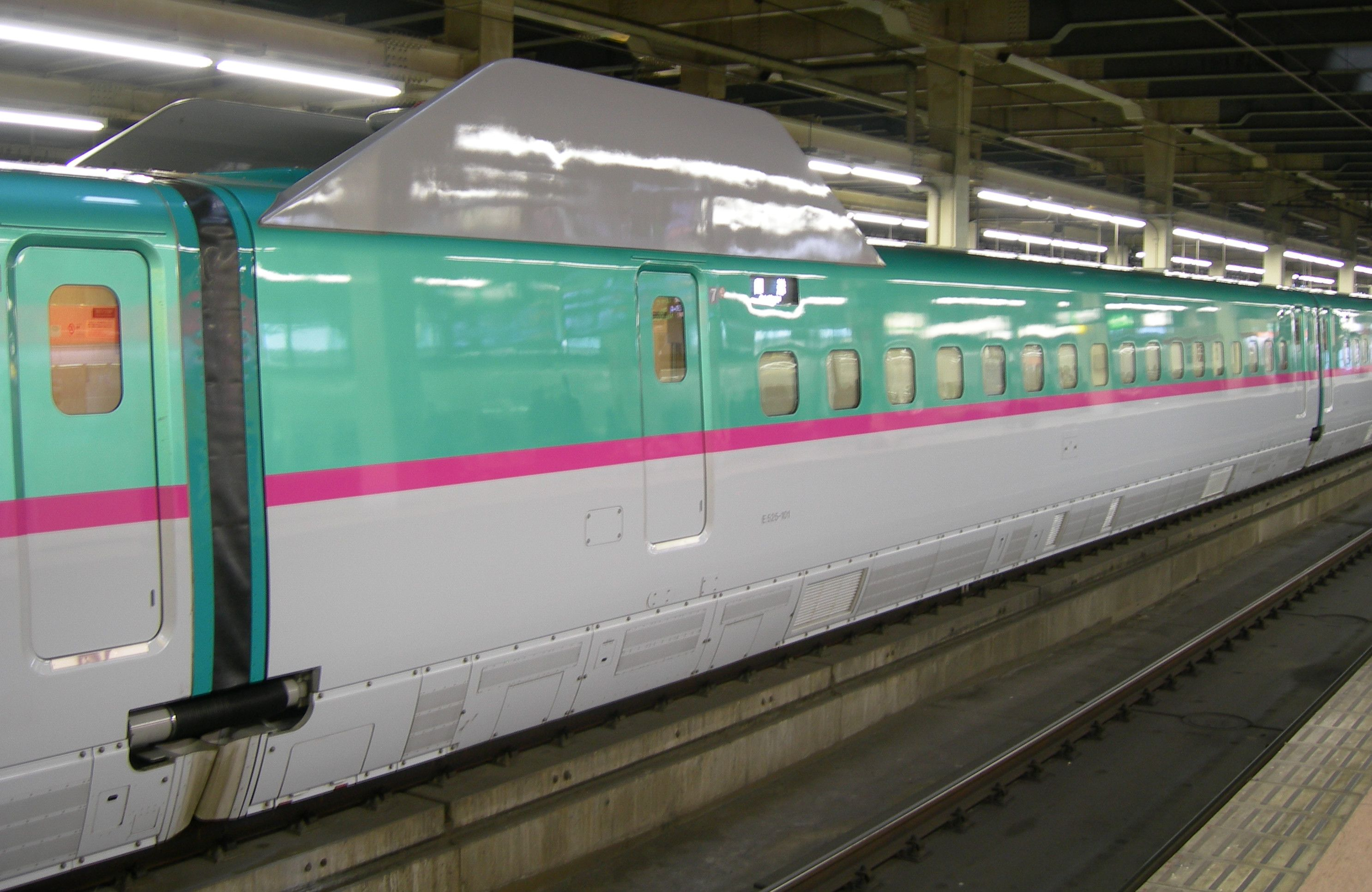
E525-101 （7号車）
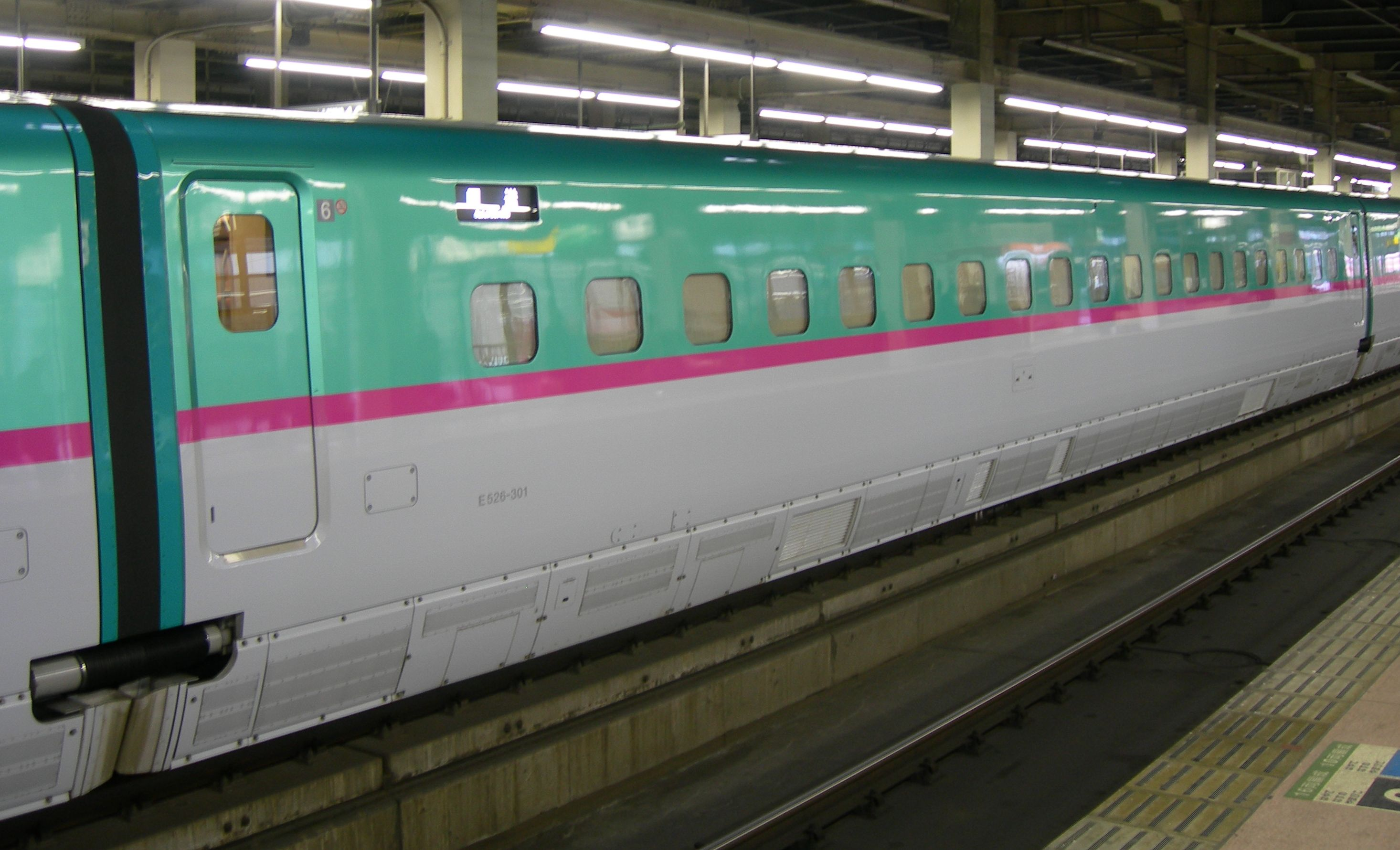
E526-301 （6号車）
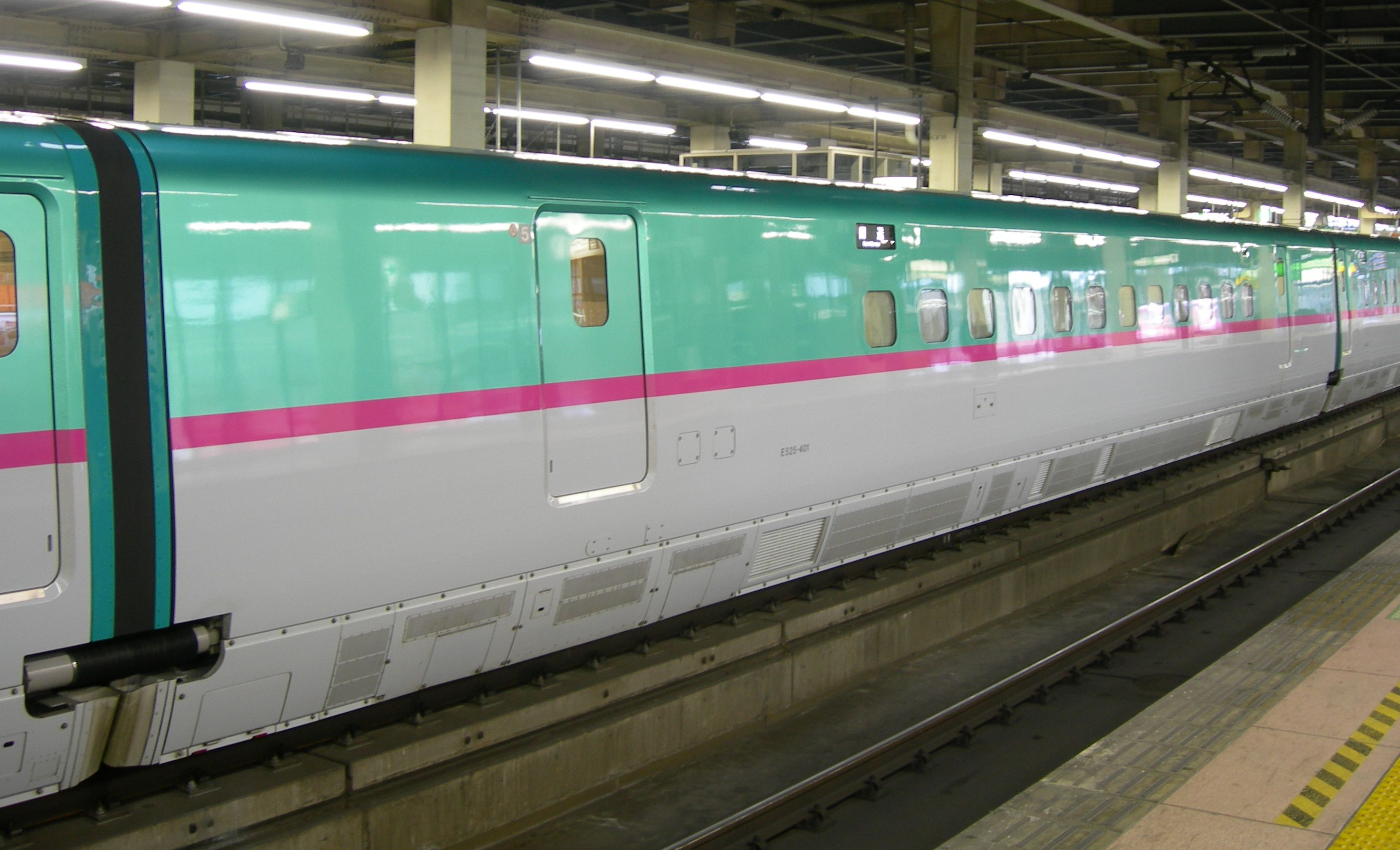
E525-401 （5号車）
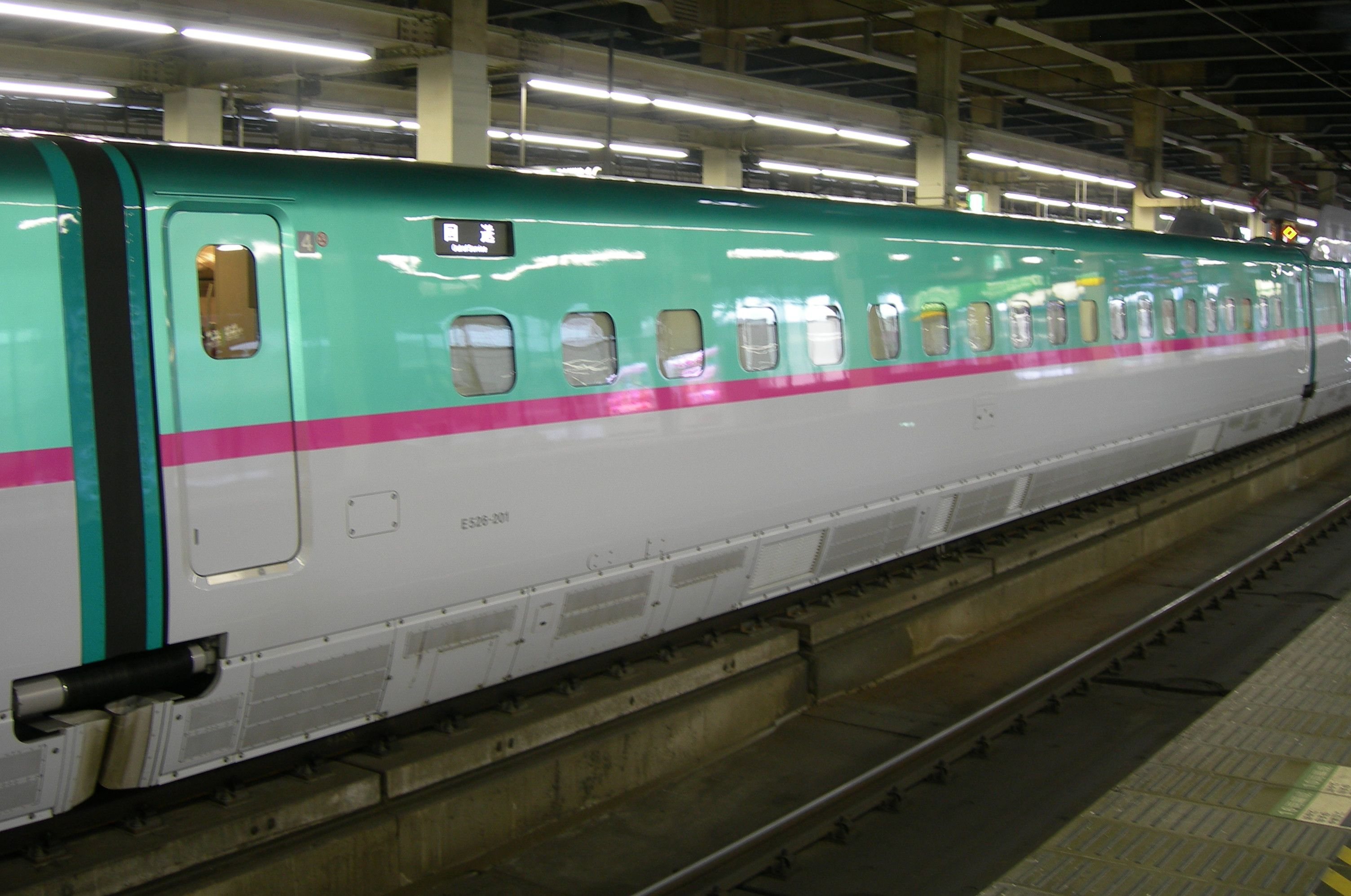
E526-201 （4号車）
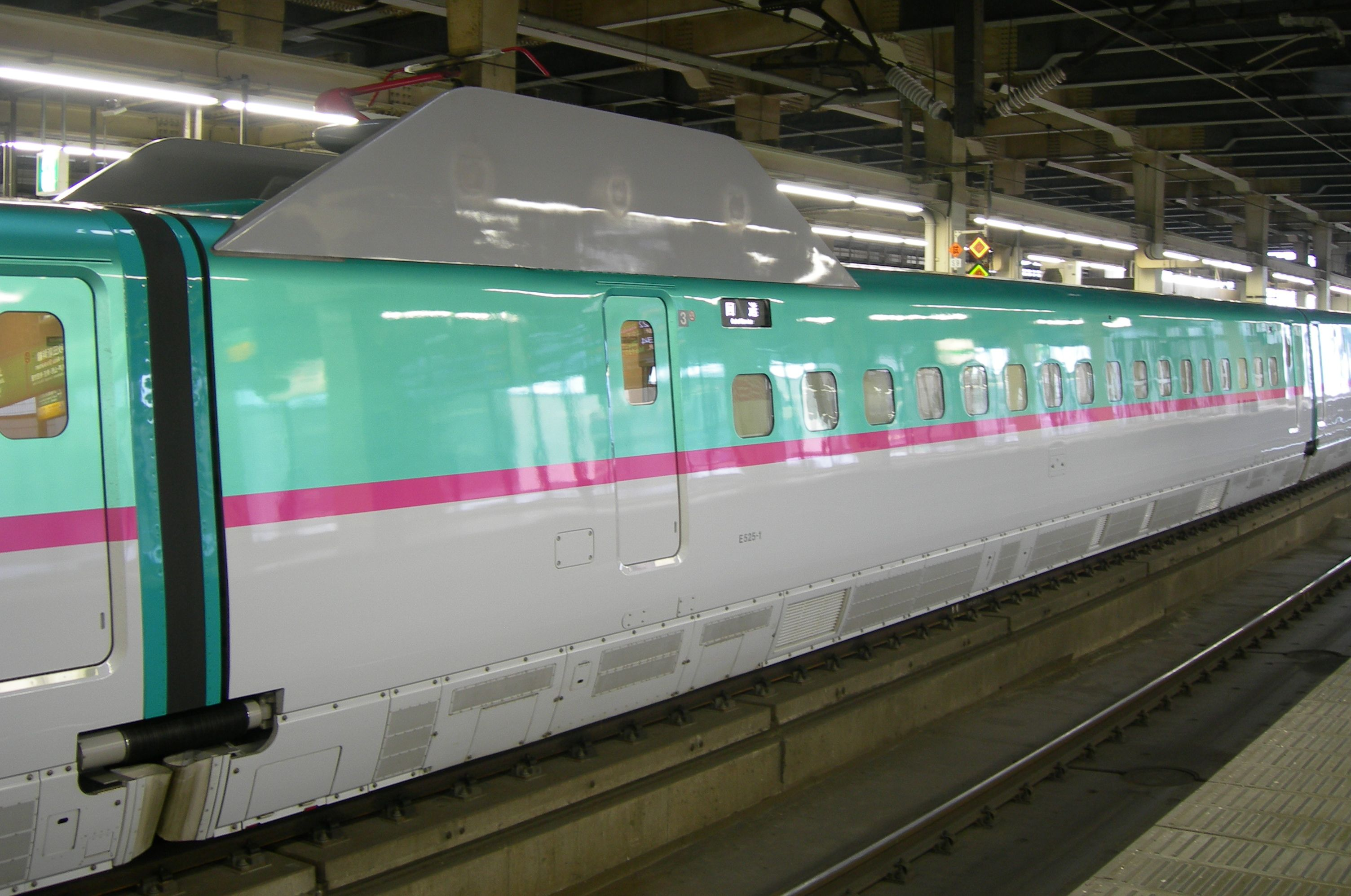
E525-1 （3号車）
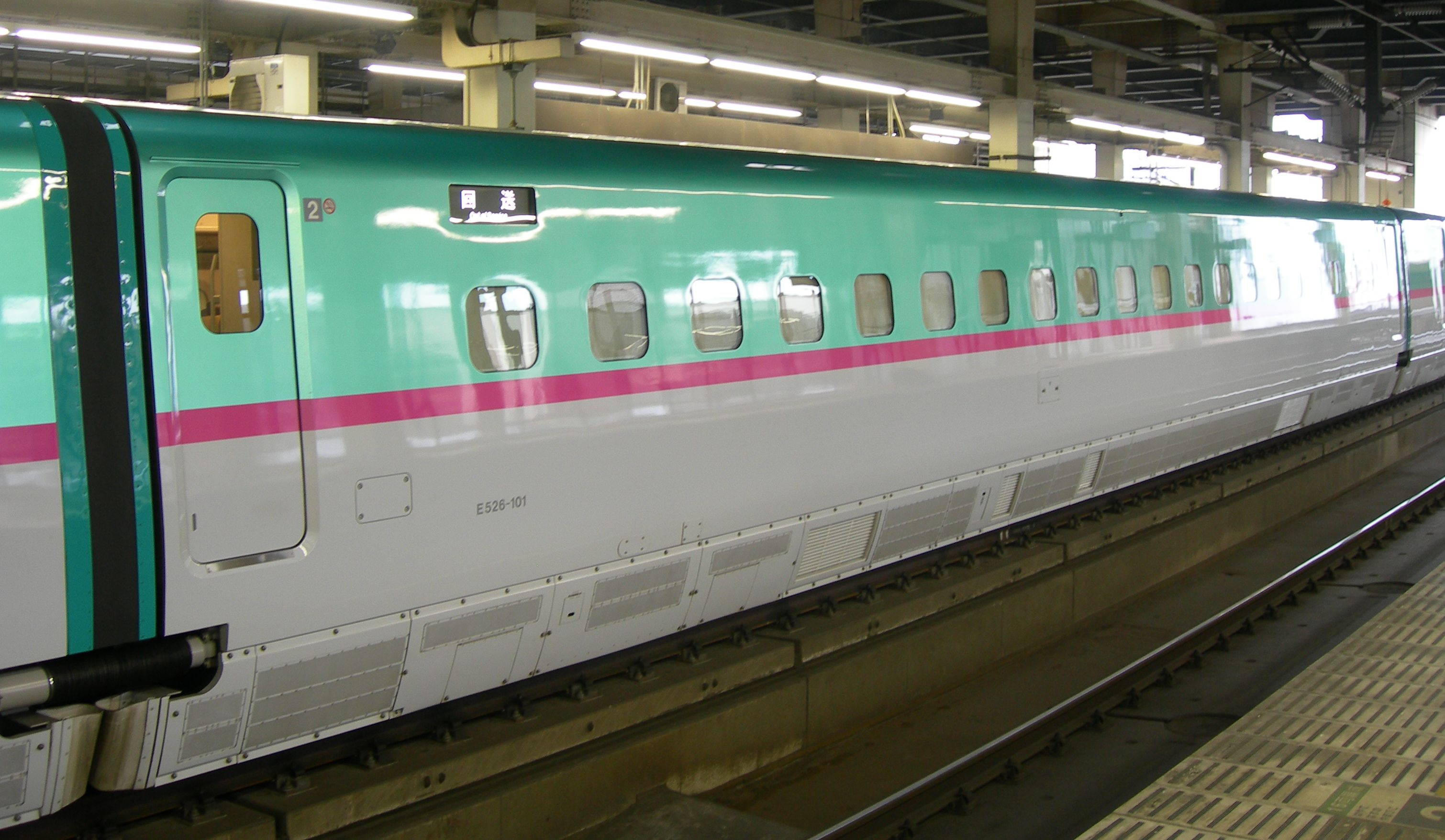
E526-101 （2号車）
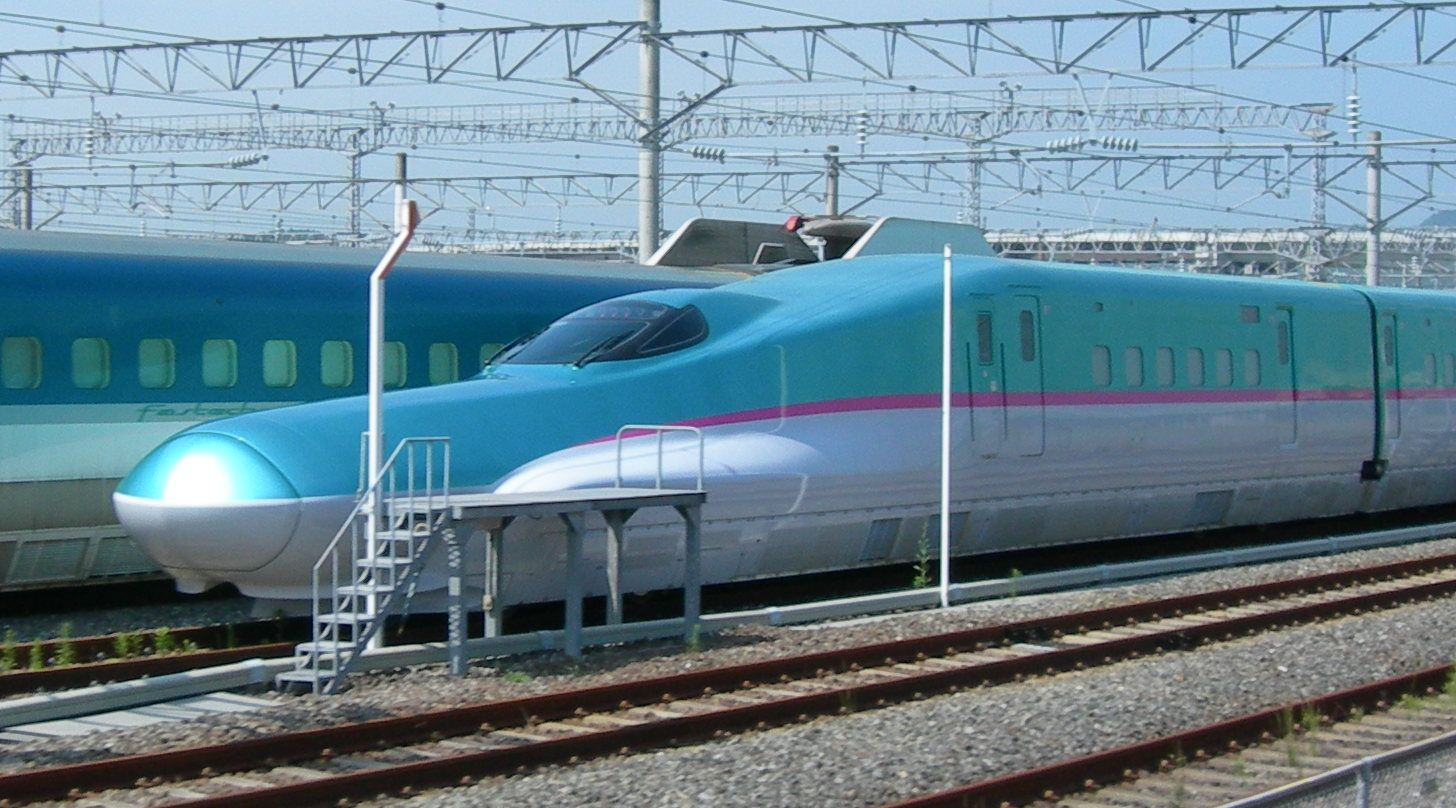
E523-1 （1号車）

## 編成表

### E5系（U編成）編成表
特記ない限りは2023年（令和5年）4月1日時点の情報を示す。ただし、一部編成については、2023年（令和5年）9月末時点の新製情報を基とした。座席定員については、上段は前期型、下段は後期型の定員を表している。
|             | ← 東京新函館北斗 → | ← 東京新函館北斗 → | ← 東京新函館北斗 → | ← 東京新函館北斗 → | ← 東京新函館北斗 → | ← 東京新函館北斗 → | ← 東京新函館北斗 → | ← 東京新函館北斗 → | ← 東京新函館北斗 → | ← 東京新函館北斗 → |
| ----------- | ------------------ | ------------------ | ------------------ | ------------------ | ------------------ | ------------------ | ------------------ | ------------------ | ------------------ | ------------------ |
|             |                    |                    |                    |                    |                    |                    |                    |                    |                    |                    |
|             |                    |                    |                    |                    |                    |                    |                    |                    |                    |                    |
| 号車        | 1                  | 2                  | 3                  | 4                  | 5                  | 6                  | 7                  | 8                  | 9                  | 10                 |
| 形式        | E523形 (T1c)       | E526形 (M2)        | E525形 (M1)        | E526形 (M2)        | E525形 (M1k)       | E526形 (M2)        | E525形 (M1)        | E526形 (M2)        | E515形 (M1s)       | E514形 (Tsc)       |
| 番台        | 0番台              | 100番台            | 0番台              | 200番台            | 400番台            | 300番台            | 100番台            | 400番台            | 0番台              | 0番台              |
| 座席        | 普通車             | 普通車             | 普通車             | 普通車             | 普通車             | 普通車             | 普通車             | 普通車             | グリーン車         | グランクラス       |
| 定員 （名） | 29                 | 100→98             | 85                 | 100→98             | 59                 | 100→98             | 85                 | 100→98             | 55                 | 18                 |
| 定員 （名） | 27                 | 98                 | 83                 | 98                 | 53                 | 98                 | 83                 | 98                 | 55                 | 18                 |
| 搭載機器    | APU CP,BT          | MTr,CI             | CI,CP              | MTr,CI             | CI,APU CP,BT       | MTr,CI             | CI,APU BT          | MTr,CI             | CI CP,BT           | APU CP,BT          |
| 自重 （t）  | 41.9               | 45.9               | 46.0               | 46.3               | 46.8               | 46.8               | 46.8               | 46.0               | 45.8               | 42.7               |
| ユニット    | 1ユニット          | 1ユニット          | 1ユニット          | 2ユニット          | 2ユニット          | 3ユニット          | 3ユニット          | 4ユニット          | 4ユニット          | 4ユニット          |

凡例
- MTr：主変圧器、CI：主変換装置、APU：補助電源装置、CP：空気圧縮機、BT：蓄電池[16]
- 自重は量産車のもの[16]

### H5系（H編成）編成表
特記のない限りは2023年（令和5年）4月1日時点の情報を示す。
|             | ← 東京新函館北斗 → | ← 東京新函館北斗 → | ← 東京新函館北斗 → | ← 東京新函館北斗 → | ← 東京新函館北斗 → | ← 東京新函館北斗 → | ← 東京新函館北斗 → | ← 東京新函館北斗 → | ← 東京新函館北斗 → | ← 東京新函館北斗 → |
| ----------- | ------------------ | ------------------ | ------------------ | ------------------ | ------------------ | ------------------ | ------------------ | ------------------ | ------------------ | ------------------ |
|             |                    |                    |                    |                    |                    |                    |                    |                    |                    |                    |
|             |                    |                    |                    |                    |                    |                    |                    |                    |                    |                    |
| 号車        | 1                  | 2                  | 3                  | 4                  | 5                  | 6                  | 7                  | 8                  | 9                  | 10                 |
| 形式        | H523形 (T1c)       | H526形 (M2)        | H525形 (M1)        | H526形 (M2)        | H525形 (M1k)       | H526形 (M2)        | H525形 (M1)        | H526形 (M2)        | H515形 (M1s)       | H514形 (Tsc)       |
| 番台        | 0番台              | 100番台            | 0番台              | 200番台            | 400番台            | 300番台            | 100番台            | 400番台            | 0番台              | 0番台              |
| 座席        | 普通車             | 普通車             | 普通車             | 普通車             | 普通車             | 普通車             | 普通車             | 普通車             | グリーン車         | グランクラス       |
| 定員 （名） | 29                 | 100→98             | 85                 | 100→98             | 59                 | 100→98             | 85                 | 100→98             | 55                 | 18                 |
| 搭載機器    | APU CP,BT          | MTr,CI             | CI,CP              | MTr,CI             | CI,APU CP,BT       | MTr,CI             | CI,APU BT          | MTr,CI             | CI CP,BT           | APU CP,BT          |
| 自重 （t）  | 42.1               | 46.0               | 46.1               | 46.4               | 46.3               | 46.6               | 47.1               | 46.0               | 45.9               | 42.6               |
| ユニット    | 1ユニット          | 1ユニット          | 1ユニット          | 2ユニット          | 2ユニット          | 3ユニット          | 3ユニット          | 4ユニット          | 4ユニット          | 4ユニット          |

凡例
- MTr：主変圧器、CI：主変換装置、APU：補助電源装置、CP：空気圧縮機、BT：蓄電池[4]

- H2編成は廃車済み、番号に「*」がつくのは車両総合訓練設備「H296ふくろう」へ転用された車両。

## 沿革

### 量産先行車の落成と試運転
2009年に量産先行車（S11編成）が落成。車両は川崎重工業と日立製作所で製造され、仙台港まで海上輸送、2009年5月24日から30日にかけて陸揚げおよび新幹線総合車両センターへの搬入が行われた。2009年6月15日より仙台 - 北上間で走行試験を開始。
2009年10月17日に行われた新潟新幹線車両センター公開で、E5系が展示された。
その後も走行区間を延長しつつ走行試験が継続されていたが、同年12月9日に東京駅に初めて入線した。同時に報道関係者に公開された。
2010年1月中旬から、E3系R21編成と連結した上での試験走行が実施された。同年10月26日には、E6系と連結での試験走行が初めて行われた。
2013年ごろから、U1編成に改称して営業運転を行っている。この編成は、普通車のうち5〜8号車のみ先行車仕様の座席シートが使用されていたが、後に全ての普通車が量産車と同様のものに変更された。
なお、量産車とは以下の相違点がある。
- 先頭車（1・10号車）の客用扉がプラグドア（量産車は引き戸）
- 先頭車の台車カバー最前部にハッチ（量産車にはない）
- 運転室側窓先端部の窓枠（サッシ）の分割
- 9号車の車掌室窓の上にある雨樋
- 9号車グリーン車の客室照明
- 普通車（1〜8号車）の客室照明
- 普通車（1〜8号車）の荷物棚（C席は天井）に読書灯が設置されている

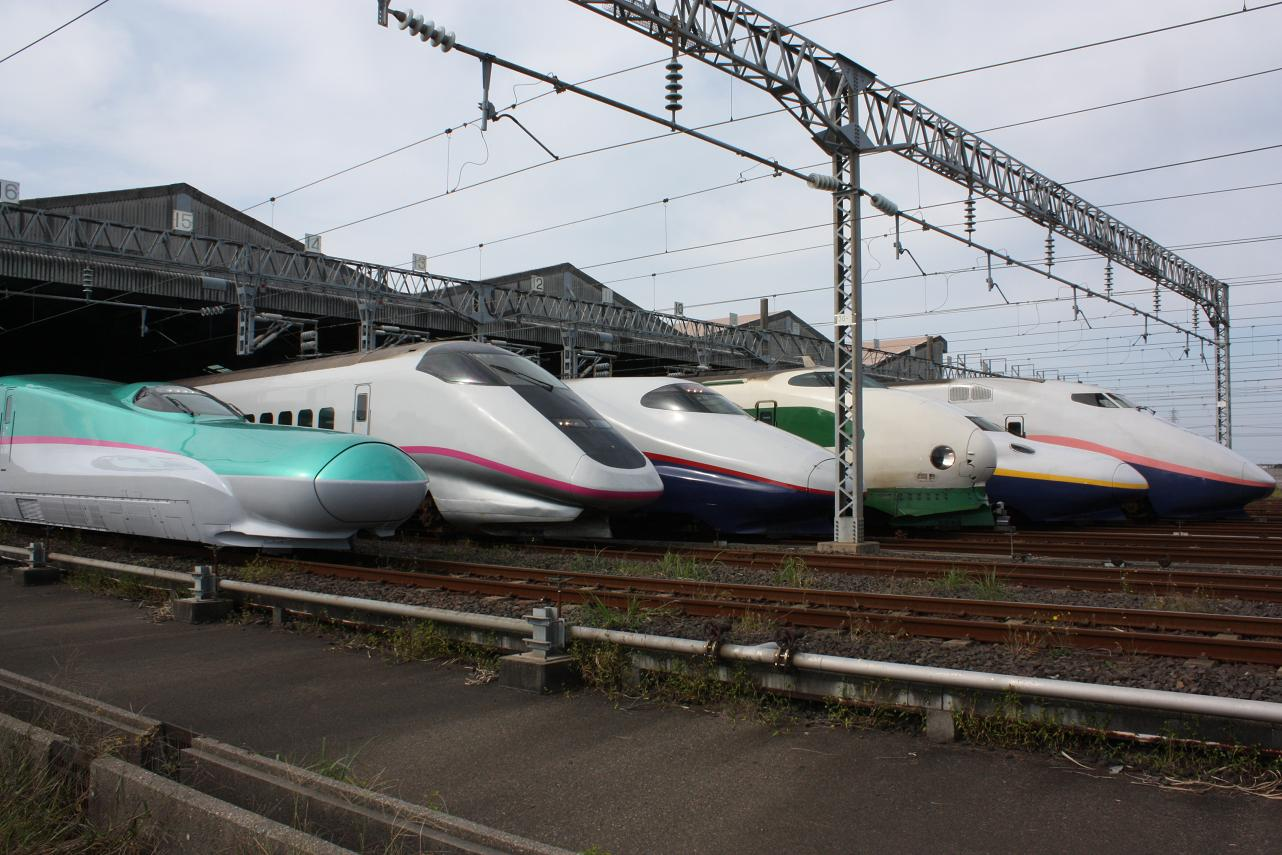
新潟デスティネーションキャンペーン記念イベントにて行われた車両センター公開の様子 （2009年10月17日）
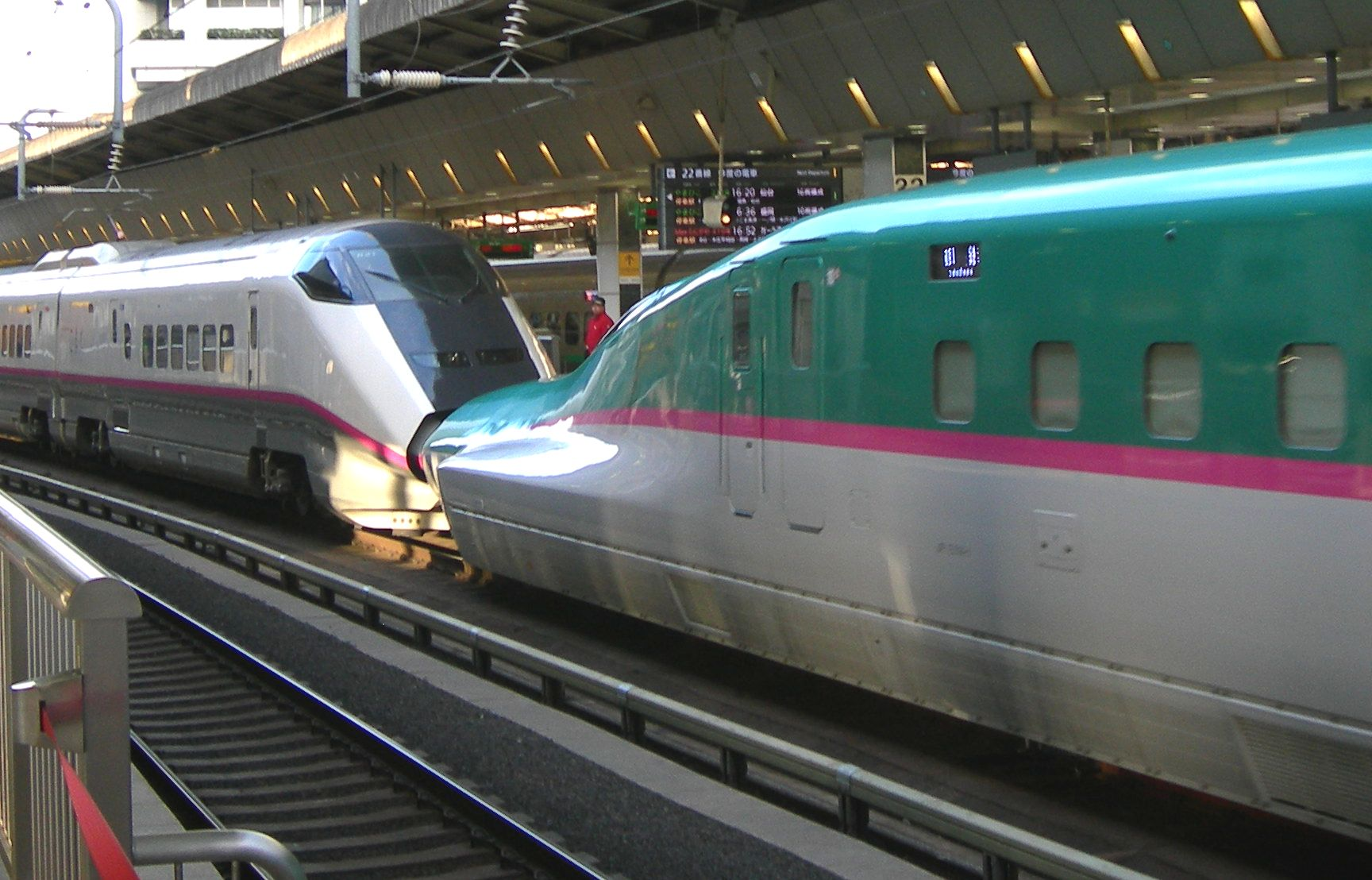
E3系との連結状態 （2010年1月27日 東京駅）
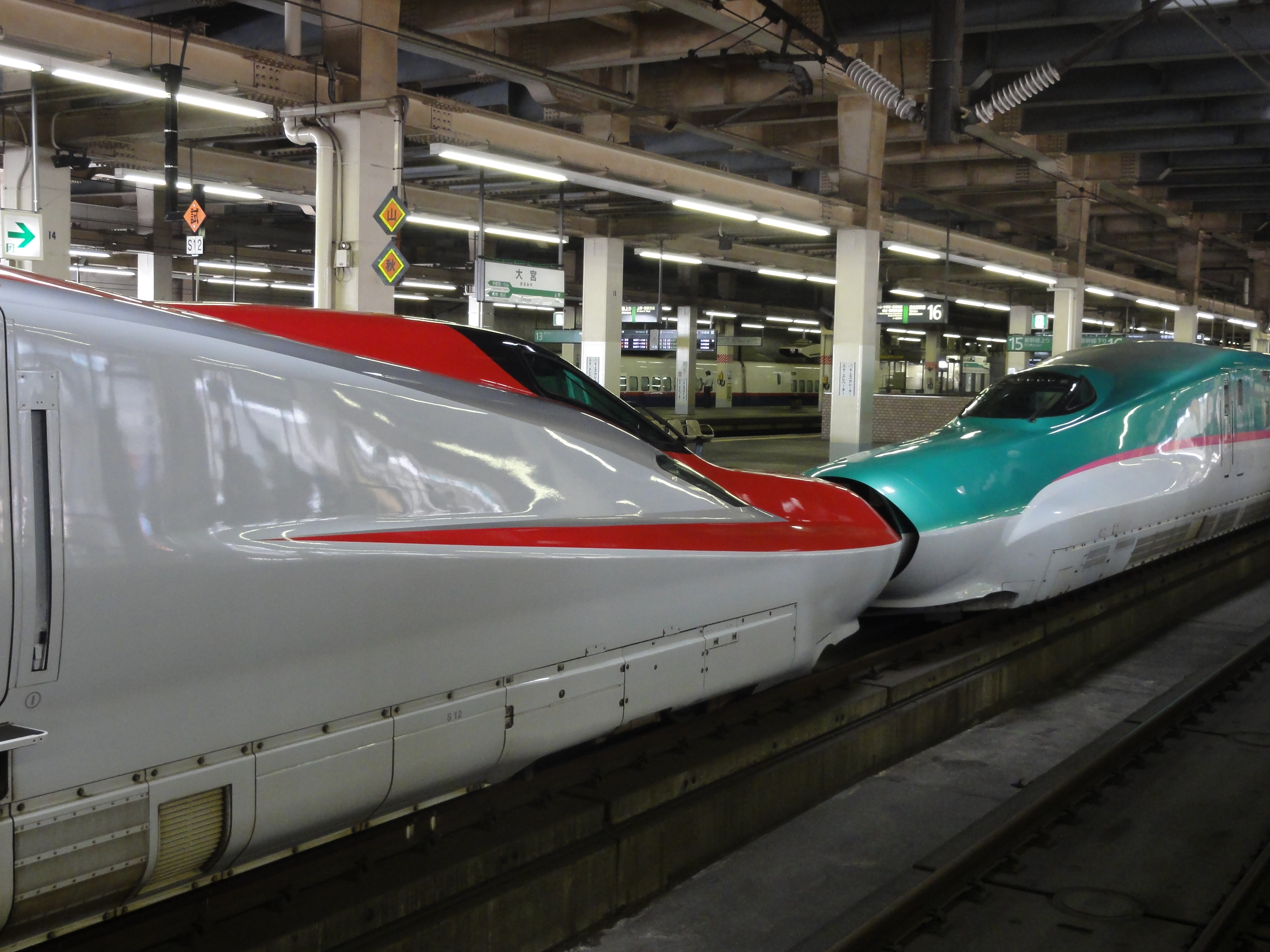
E6系との連結状態 （2012年9月18日 大宮駅）
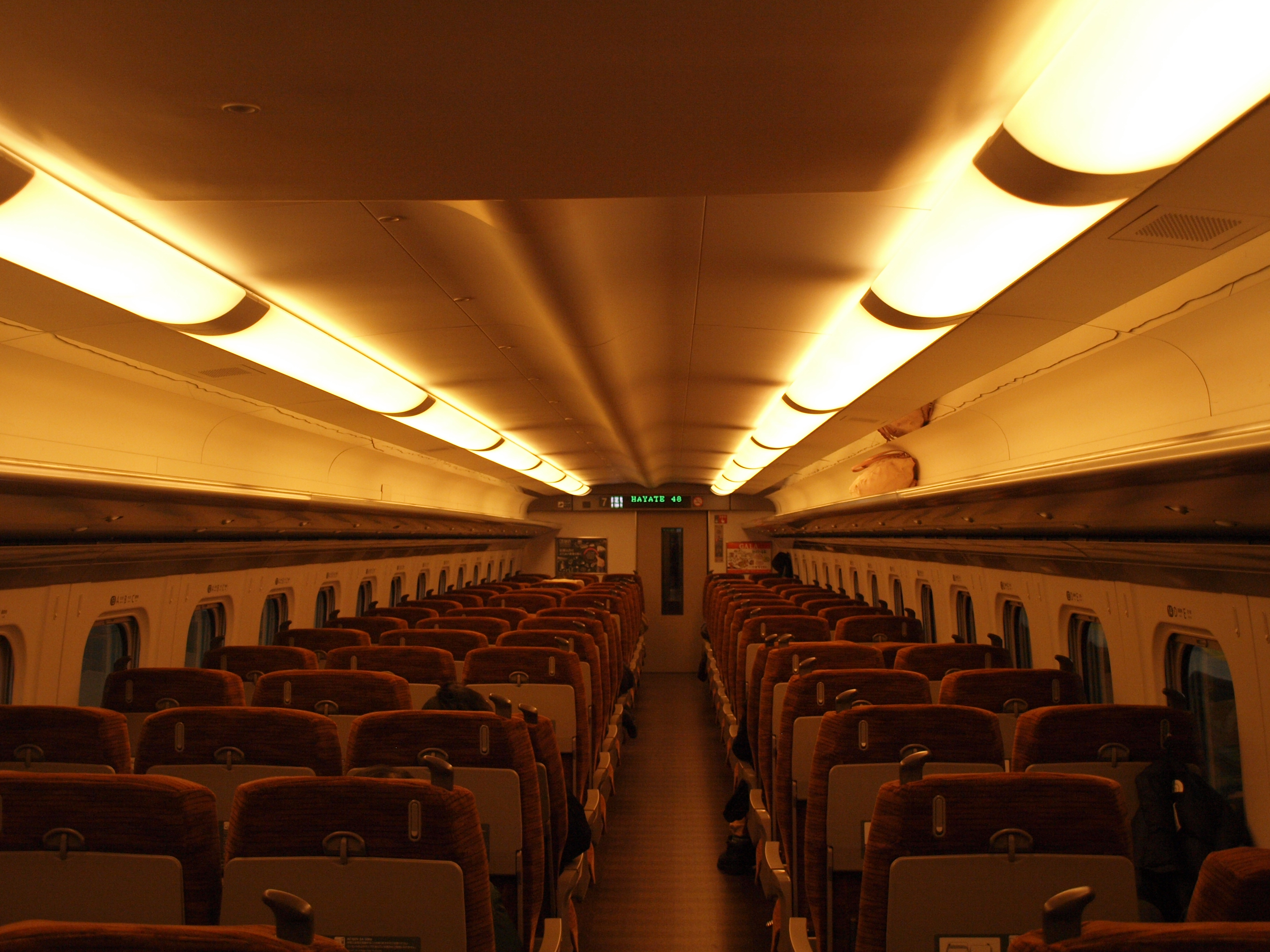
U1編成量産先行車の　7号車普通車 （2014年1月23日）
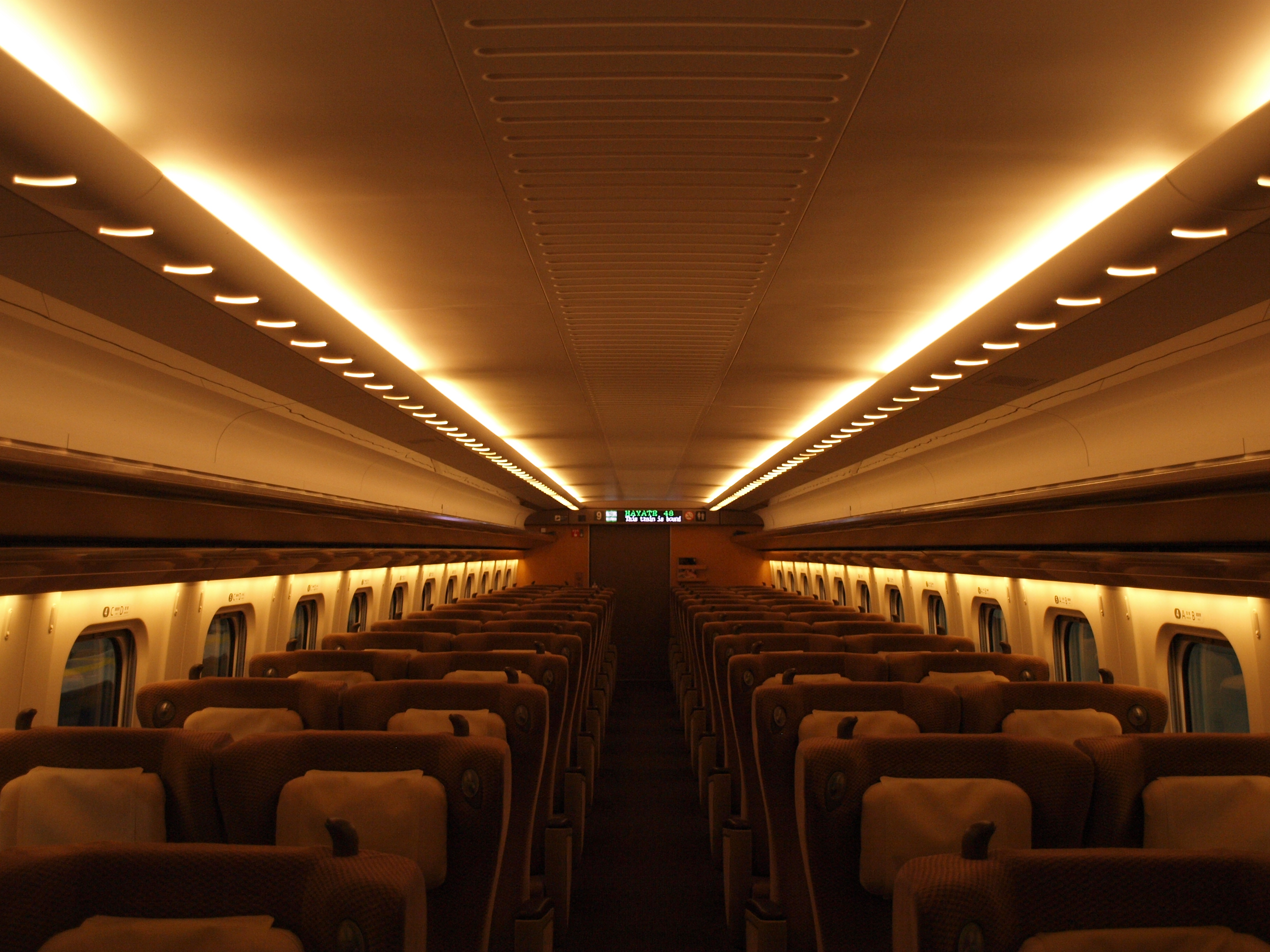
U1編成量産先行車の　9号車グリーン車 （2014年1月23日）

### 量産車の落成、「はやぶさ」運転開始
2010年11月22日と23日には、量産車であるU2編成が陸揚げされた。
2011年3月5日にまず3編成が導入され、「はやぶさ」として営業運転を開始した。この当時は単独編成のみで東北新幹線の大宮駅 - 宇都宮駅間を最高速度275km/h、宇都宮駅 - 盛岡駅間を最高速度300km/hでの営業運転を行っていた。「はやぶさ」の運転本数は東京駅 - 新青森駅間2往復と東京駅 - 仙台駅間1往復であった。
しかし、営業運転開始直後の3月11日の東北地方太平洋沖地震（東日本大震災）発生に伴い、東北新幹線が全線復旧する前日の4月28日までE5系は営業運転を中止。4月29日の全線開通時に運転を再開したが、復旧工事に伴う暫定ダイヤのため300km/h運転が不可能となっていた。7月9日のダイヤ改正で宇都宮駅 - 福島駅間と一ノ関駅 - 盛岡駅間で、9月23日の復旧工事完了に伴うダイヤ改正で福島駅 - 仙台駅 - 一ノ関駅間で300km/h運転が再開された。

### 増備と運用の拡大

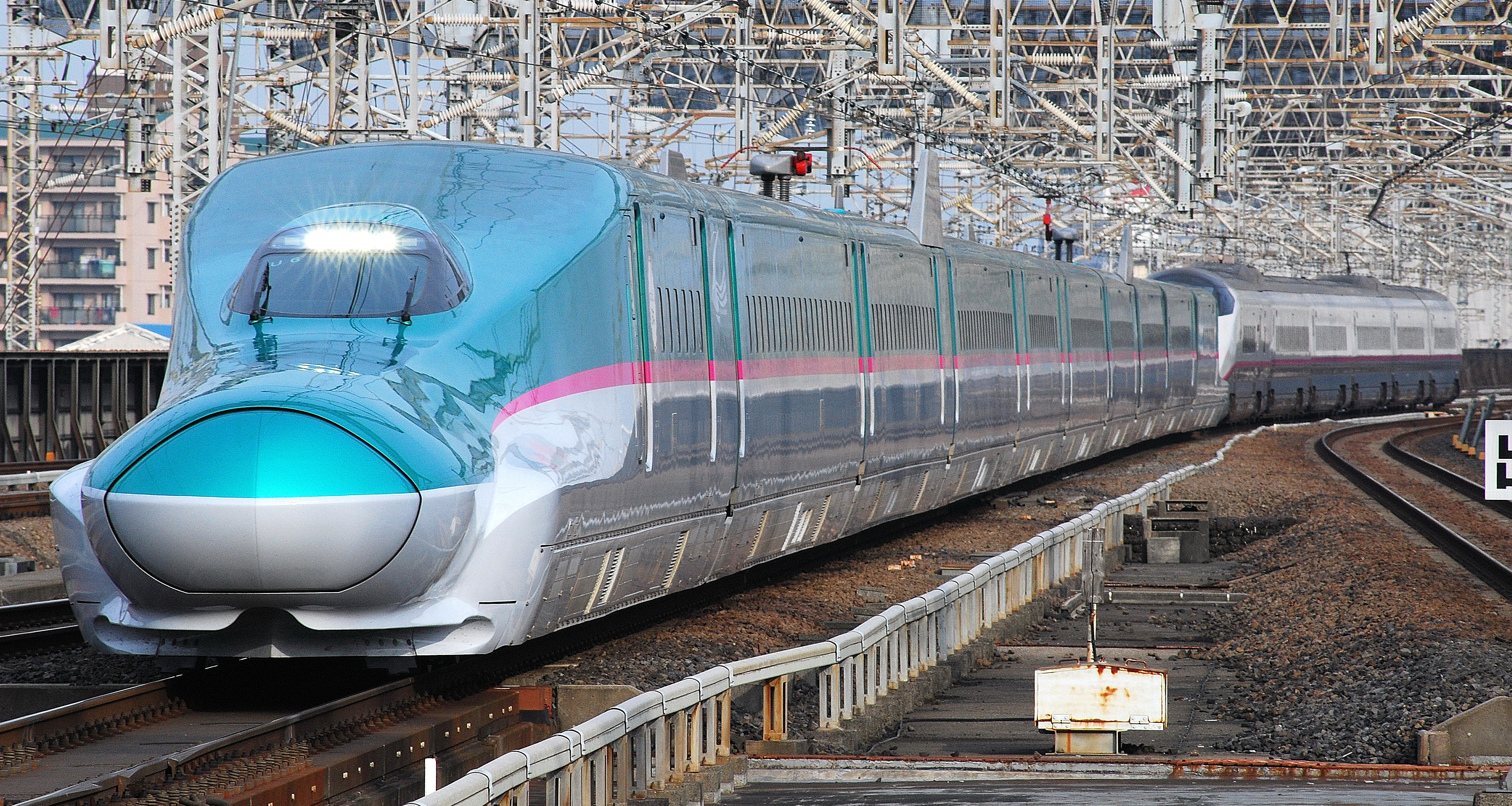
E3系と併結したE5系U6編成の「はやて」102号

2011年11月19日からは、3編成が追加投入されて合計6編成となり、新たに「はやて」「やまびこ」にも充当されるようになった。なお、「はやて」「やまびこ」においてもグランクラスの営業は行われるが、E3系0番台との併結運転を行うため、最高速度は275km/hとされた。
2012年3月17日のダイヤ改正では、4編成が追加投入されて合計10編成となり、新たに「なすの」にも充当されるようになった。
2012年4月27日からは、1編成が追加投入されて合計11編成となり、同年9月29日のダイヤ改正時に5編成を追加投入。2013年1月26日からは、4編成が追加投入されて合計20編成となった。なお、この車両変更によって、E5系単独で運転される「はやて」「やまびこ」「なすの」も設定されたが、これらの列車の最高速度も275km/hとなっている。
2013年3月16日のダイヤ改正では、3編成が追加投入されて合計23編成となったのを期に新青森駅発着の「はやて」をE5系に統一し、単独運転の「はやぶさ」において最高速度320km/hでの営業運転を開始した。また、E6系「スーパーこまち」との併結運転も開始され、同列車と併結する列車は「はやぶさ」へ統合された。なお、E6系は本系列との併結運転により、一部の「やまびこ」「なすの」でも運用される。
なお、この改正に先立ち、量産先行車であるS11編成が2013年2月28日付で量産化改造され、U1編成に改番された。
2013年9月28日のダイヤ改正では、4編成が追加投入され、量産先行車を含めて合計28編成となった。
2014年3月15日のダイヤ改正で、併結する秋田新幹線の車両がE6系に統一され、「はやぶさ」全列車が最高速度320km/hで運転されるようになった。
その後も徐々に追加投入され、2024年4月時点では合計51編成となっている。
2024年3月16日のダイヤ改正からは、山形新幹線へのE8系投入に伴い、既存のE3系2000番台を含む「つばさ」を併結する「やまびこ」にも充当されるようになった。

### H5系の落成

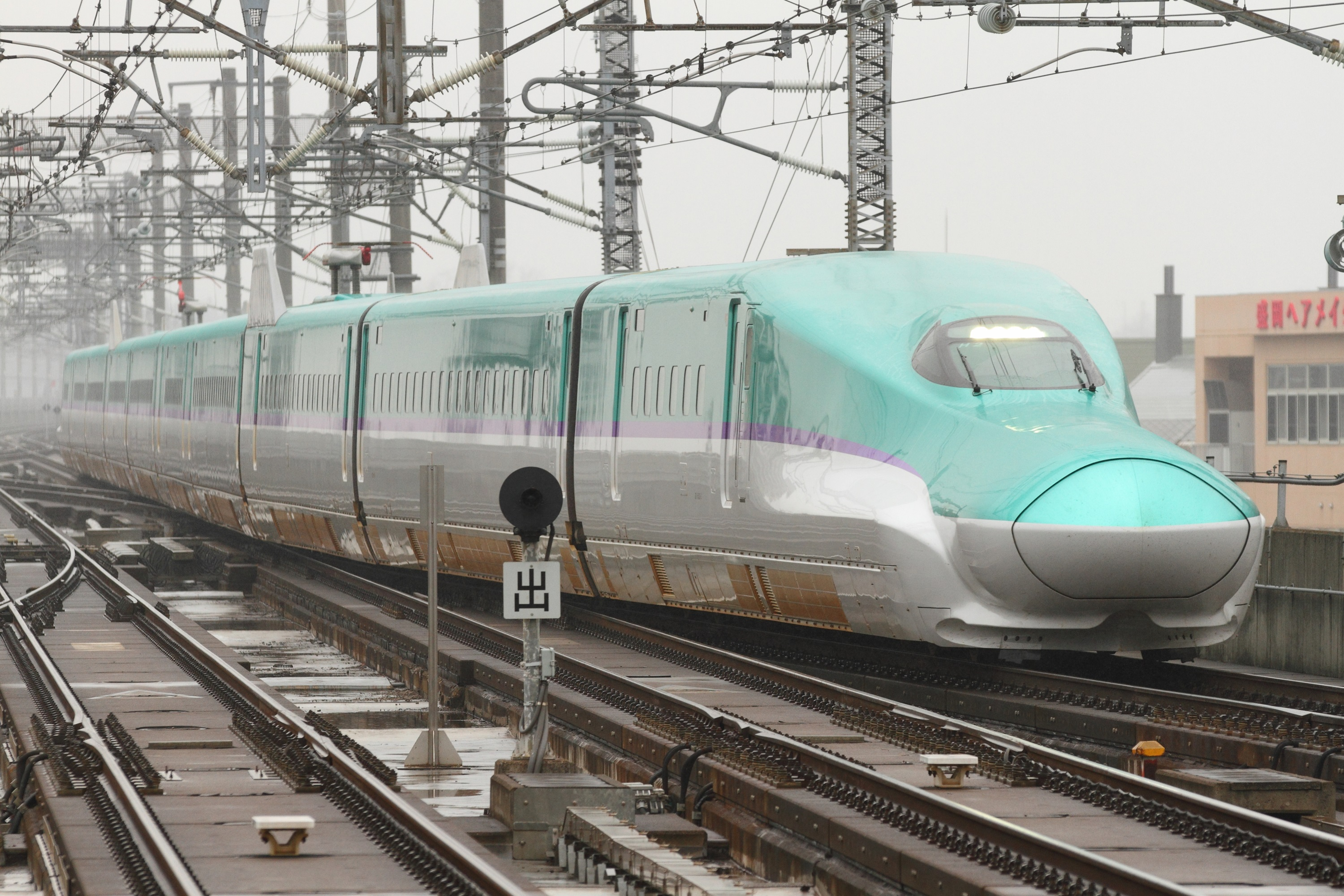
H5系(H2編成)
(2015年11月17日 盛岡駅)

H5系の第一編成であるH1編成は、2014年10月8日から11日にかけて川崎重工業車両カンパニーから出場し、13日に最初の2両が函館港に陸揚げされた。その後、第2編成も陸揚げされ、22日までに2編成20両が函館総合車両基地（現・函館新幹線総合車両所）に搬入され、11月1日に同車両基地で報道陣に初公開された。
2014年度の走行試験は、12月1日に函館総合車両基地 - 新函館北斗駅間で開始され、新函館北斗駅で歓迎セレモニーが開催された。
翌2日から木古内駅 - 新函館北斗駅間の本線上で本格的な試験走行が開始され、7日から区間を奥津軽いまべつ駅 - 新函館北斗駅間に延長し、初めて青函トンネルを通過して本州側に入線した。最高速度も当初の30km/hから、12月13日に130km/h、12月26日に260km/hと段階的に引き上げられた。
2015年1月30日からは、積雪時の走行安定性、着落雪の影響、低温での各機器の動作状況、青函トンネル内での機器への影響等を確認する、冬期性能検証に重点をおいた走行試験に移行し、同年3月1日まで実施された。
2015年度の走行試験は、まず4月21日から奥津軽いまべつ駅 - 新函館北斗駅間で開始され、5月24日から区間を新青森駅 - 新函館北斗駅間に延長し、新青森駅へ初入線した。同年7月30日に終了し、秋からは新青森駅 - 新函館北斗駅間で乗務員訓練等が開始された。
JR北海道では、北海道新幹線 新青森駅 - 新函館北斗駅間の開業までに4編成40両が導入され、2015年6月までに4編成すべての陸揚げが完了した。

## 運用

### E5系

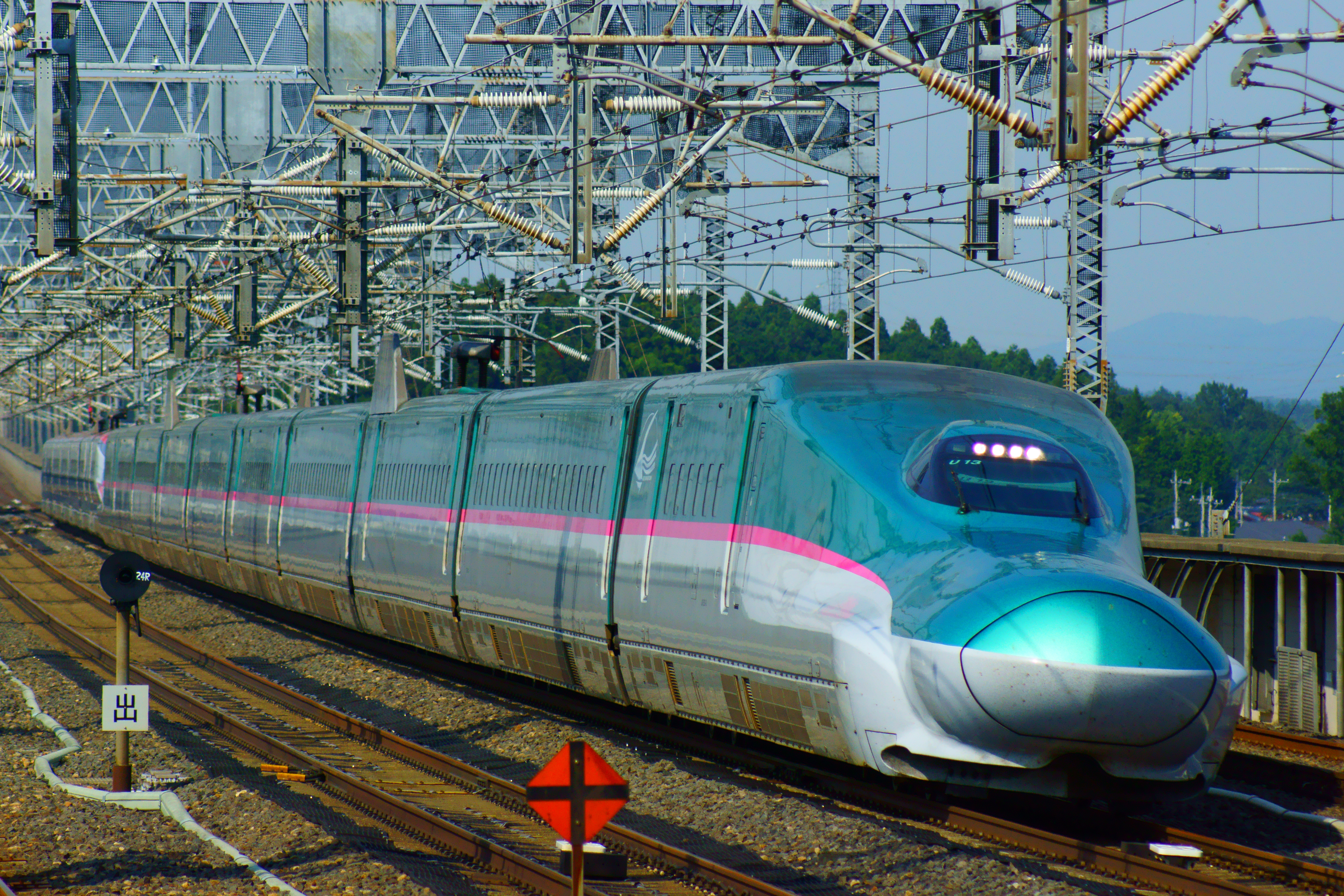
E6系「こまち」を併結して320km/h運転されるE5系
（2015年7月27日 那須塩原駅）

2024年4月1日現在、全51編成がJR東日本新幹線総合車両センターに配置されている。「はやぶさ」は宇都宮駅 - 盛岡駅間で320km/h運転、「やまびこ」はE8系「つばさ」と併結する列車のみ宇都宮駅 - 福島駅間で300km/h運転を実施する一方、「はやて」「やまびこ」「なすの」では最高速度275km/hで運行される。
COVID-19の影響による利用客減少に伴い、一部列車で編成短縮が行われたことを受け、E3系0番台の併結運用は2020年10月31日をもって終了した。

### H5系

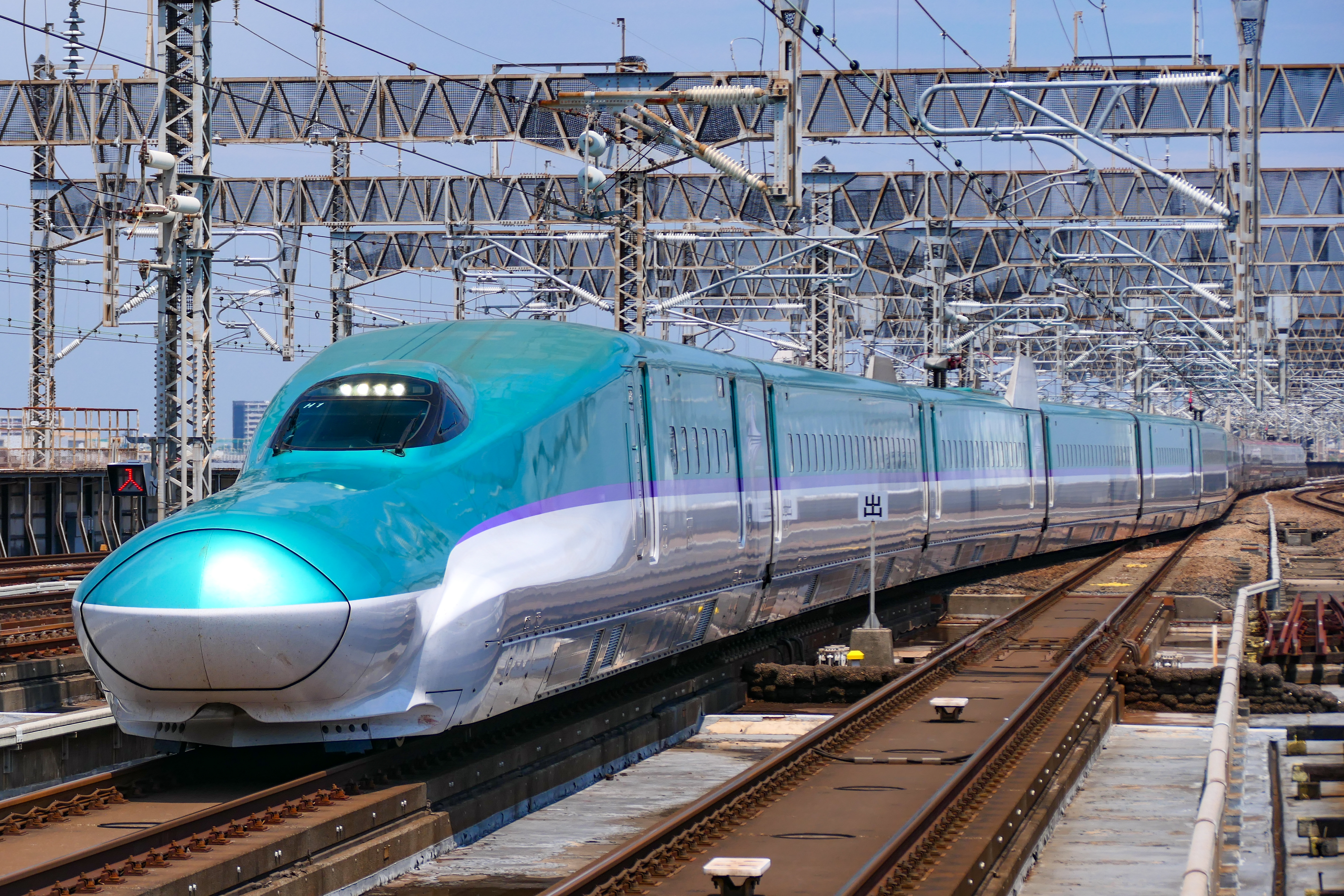
大宮駅に入線するE6系と併結したH5系H1編成

2023年4月1日現在、3編成がJR北海道函館新幹線総合車両所に配置されている。2022年4月1日時点では4編成が在籍していたが、H2編成が同年3月16日に発生した福島県沖地震で脱線したため、同年9月16日付で廃車となった。
E5系同様E6系と東京駅・仙台駅 - 盛岡駅間にて、併結運転が行われている。2020年3月14日現在は、通常は「はやぶさ」3往復（下り21・39・95号／10・28・42号）と「やまびこ」下り1本（223号）で運用されている（ただし、車両検査や大幅なダイヤの乱れが発生した場合はE5系での運用となることがある）。繁忙期などは他の列車にも充当される。

## 車歴表
特記ない限りは2024年（令和6年）4月1日時点の情報を示す。ただし、E5系の一部編成については、2023年（令和5年）10月末時点の新製情報を基とした。
- 製造…日立：日立製作所笠戸事業所、川重：川崎重工業、川車：川崎車両
- 配置…新幹線総合：新幹線総合車両センター、函館：函館新幹線総合車両所

### E5系
- Wi-Fi…全編成対応済
- コンセント…U1 - U28編成：グリーン車全席と普通車窓側に設置、U29編成以降：新製時から全席設置

### H5系
- Wi-Fi…全編成対応済
- コンセント…全編成が新製時から全席設置

## 改造歴
- 改造所…函館：函館新幹線総合車両所

## その他エピソード
- 東北・北海道新幹線における検測業務は基本的にE926形電車 (East-i) にて行われているが、災害対策・予備車確保の観点からE5系のU28編成にも検測装置が搭載されており、営業列車で検測を実施している[61]。
- 2011年4月29日より、1号車に東北地方太平洋沖地震（東日本大震災）復興推進キャンペーンのステッカーが、10号車に青森デスティネーションキャンペーンのスローガンである「がんばろう日本！がんばろう東北！」のステッカーが10号車に貼られた[注 11]。
- 2012年11月17日には、上越新幹線の開業30周年を記念し、団体専用列車「上越新幹線開業30周年号」がE5系U8編成[新聞 48]で運転された。なお、上越新幹線にて本系列が営業運転に充当されたのはこれが初めてであった[62]。
- 2016年3月19日より、E5系の1号車と10号車に「Treasureland TOHOKU－JAPAN」ロゴマークのステッカーが順次貼付されている[報道 40]。これは2016年度以降の増備車も同様である。
- 2018年7月5日にリニューアルオープンした鉄道博物館には、E5系先頭車（E514形）のモックアップが展示されている[注 12][63][64]。
- 2022年3月16日に発生した福島県沖地震により、「やまびこ223号」の運用に入っていたH5系H2編成・E6系Z9編成連結の17両編成が福島駅 - 白石蔵王駅間で被災・脱線した。車体や走行機器に損傷を受けたことからH2編成は2022年9月16日付で廃車となった[39]が、このうちH523－2、H526－102、H525－2、H526－402、H515－2、H514－2の6両が函館新幹線総合車両所内の車両総合訓練設備「H296ふくろう」に転用されている[65][注 13]。なお、この被災によりJR北海道は14億円を特別損失として計上した[66]。また、2023年5月現在、代替車両の新造予定はなく、E5系の借用にて対応するとしている[65]。
- 車内チャイムはH5系でもJR東日本のチャイムを採用している。異なるJR他社同士の共同開発した新幹線車両では唯一車内チャイムを統一している。
- 2024年10月10日から2025年6月末頃までの予定で、東京ディズニーシーにファンタジースプリングスが開業したことを記念して、E5系U6編成に「Magical Journey Shinkansen」のラッピングが施された[67]。JR東日本の新幹線においてディズニーラッピングを施した車両が運転されるのは2023年12月から2024年3月まで運転されていたE2系J69編成の「Magical Dream Shinkansen」以来である。

## 今後の予定
E5系は2015年度までに量産先行車を改造したものも含めて合計で59編成を投入し、東北新幹線では「つばさ」「こまち」を除く列車をすべて新型車両に置き換える計画であった。しかし、この時点で予定数の半分に留まっており、2014年度は北陸新幹線金沢延伸に伴うE7系の増備のため、2020年度は令和元年東日本台風で被災廃車となったE7系の代替新製のため、2022年度は上越新幹線の車両統一に伴うE7系の増備のために本系列の増備がなかった。2024年4月1日現在は51編成が在籍する。
なお、E5系・H5系は道南や東北新幹線での運行を前提とした車両であるため、2031年春（建設の遅れで延期未定）の予定の札幌開業に向けての車両更新も前提により厳しい後志管内の気候に対応できる寒冷地対応車両の開発を検討しているという報道もあるが、報道時点でJR北海道の広報は否定をしている。

### 海外展開
2023年に開業が予定されているインド高速鉄道向けに、E5系の同型車両が25編成輸出されることが予定されていたが、インド側が難色を示したことなどから次世代型車両E10系を採用する方針が固まった
また、2025年4月16日、インド高速鉄道に走行データ収集を目的としてE3系とともに当形式1編成が2026年初め頃に無償で譲渡される予定だということが分かった。

## 登場作品
- アニメ「新幹線変形ロボ シンカリオン」ではE5系をベースとしたシンカリオン E5はやぶさとその後継機であるシンカリオン E5はやぶさMkIIが、H5系をベースとしたシンカリオン H5はやぶさがそれぞれ登場する。また、アニメ「新幹線変形ロボ シンカリオンZ」ではE5系をベースとしたシンカリオンZ E5はやぶさとシンカリオンZ H5はやぶさが登場している。また、「シンカリオン チェンジ ザ ワールド」ではE5系をベースとしたシンカリオン E5はやぶさとシンカリオン H5はやぶさが登場している。
- Netflixで2025年から配信されている「新幹線大爆破」では、作中の主要舞台となる「はやぶさ60号」の運転車両としてE5系が登場する[注 14]。また、盛岡駅でパンタグラフが損傷し運転不能となった車両としてH5系が登場する。